# Energiaátmenet

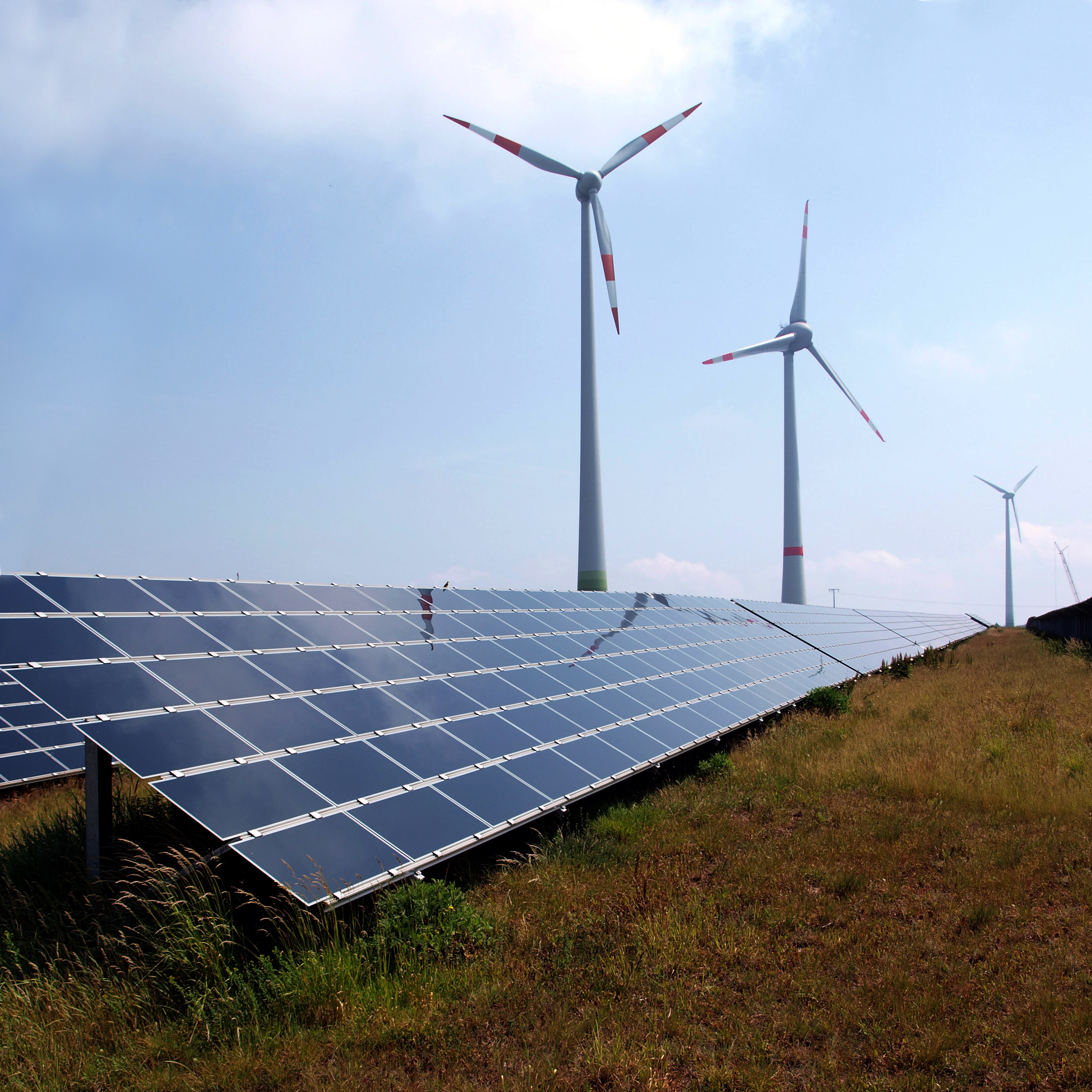
Szélerőműpark Schneebergerhof. Az előtérben napelempanelek, mögöttük két Enercon E-66 (1,5 MW) típusú között egy Enercon E-126 (7,5 MW) típusú szélturbina

Az energiaátmenet a fosszilis energiahordozók és az atomenergia nem fenntartható hasznosításáról a megújuló energiákat használó fenntartható energiaellátásra való áttérést jelenti. A kifejezés a németországi Freiburg im Breisgauban működő Öko-Institut 1980-ban megjelent könyve Az energiaátmenet a hagyományos, fosszilis tüzelőanyag alapú energiaforrásokról a tisztább, fenntarthatóbb alternatívákra való globális átállásra utal. Ez magában foglalja a megújuló energiaforrásokra, például a nap-, szél-, víz- és geotermikus energiára való áttérést, miközben csökkenti a fosszilis tüzelőanyagoktól, például a kőszéntől, a kőolajtól és a földgáztól való függőséget. Az energetikai átállás mögött több tényező áll, többek között az éghajlatváltozás elleni küzdelem, az üvegházhatású gázok kibocsátásának csökkentése, az energiahatékonyság javítása, az energiabiztonság növelése és a gazdasági fejlődés előmozdítása.

## Az energiaátmenet (összefoglaló)
Az energiaátmenet célja a hagyományos energiaipar által okozott ökológiai, társadalmi és egészségi problémák minimalizálása, valamint a külső költségek árakba való beépítése, hiszen ezeket a külső költségeket eddig alig árazták be az energiapiacon. Tekintettel a globális felmelegedésre, amelyet nagyrészt az emberi tevékenység okoz, ma különösen fontos az energiaipar szén-dioxid-mentessé tétele a fosszilis tüzelőanyagok, például a kőolaj, a szén és a földgáz használatának megszüntetésével. A fosszilis tüzelőanyagok véges volta és az atomenergia veszélyei szintén fontos okai az energetikai átállásnak. A globális energiaprobléma megoldása a 21. század legfontosabb kihívásának tekinthető.
Az energiaátmenet három ágazatot foglal magában: a villamos energia előállítását, fűtést és hűtést és a mobilitást (közlekedést), valamint a fosszilis nyersanyagoktól való elszakadás perspektíváját, például a műanyaggyártás vagy a nitrogén műtrágya esetében. Az energiaátmenethez kapcsolódó kiszállás a szénből és a kőolajból azt is jelenti, hogy a meglévő energiahordozókból jelentős mennyiséget már nem szabad kitermelni.
Az energiaátmenet lényeges elemei a megújuló energiák kiépítése, az energiatárolók fejlesztésével, az energiahatékonyság növelésével és az energiatakarékossággal együtt. A megújuló energiák: a biomassza, a geotermikus energia, a vízenergia, az árapály-energia, a napenergia (termikus és fotoelektromos hasznosítás) és a szélenergia. A szakértők nézete szerint az egyes szektorok összekötésének fontos szerepe van: ez különösképp igaz a fűtés és hűtés hőszivattyúkkal történő villamosítására és a közlekedés villamosítására.
Az átállás a hagyományos tüzelőanyagokról a megújuló energiákra a világ számos országában folyamatban van. Az energiaátmenet koncepciói, valamint az energiaváltás technológiák, amelyek szóba jöhetnek, jól ismertek.
Már 2011-ben úgy vélték, hogy technikai szempontból 2030-ra teljes globális energiaátállás valósulhat meg. A politikai és gyakorlati problémák azonban csak 2050-ig teszik majd lehetővé az energiaátmenet megvalósulását. Az energiaátmenet legnagyobb akadályának egyes szerzők a politikai akarat hiányát tartják. Mind globális szinten, mind Németországra vonatkozóan tanulmányok arra a következtetésre jutottak, hogy a megújuló energiarendszer energiaköltségei feltehetőleg a hagyományos fosszilis-nukleáris energiarendszerével azonos szinten vannak vagy ennél kedvezőbbek.
Dánia az energiaátmenet úttörőjének számít: 2012-ben már villamosenergia-szükségletének 30%-át fedezte szélenergiából. Dánia 2050-re mindhárom ágazatban teljes mértékben megújuló energiaellátásra törekszik. Szintén fontos a német energiafordulat, amelyet világszerte elismertek és követtek, de kritikát és elutasítást is kapott.
Az energiaátmenet Németországban már az 1980-as években elkezdődött a megújuló energiák elterjedésével és az atomerőművek alternatíváinak keresésével. Miközben a tudományos közösségben egyetértés van a megújuló energiák bővítésének, az energiahatékonyság növelésének és az energiatakarékosságnak az alapvető szükségességéről, a konkrét intézkedéseket gyakran politikai viták kísérik.
A nyilvános vita gyakran a villamosenergia-ágazatra szűkíti le az energiaátmenet fogalmát, holott ez az ágazat Németországban a teljes energiafogyasztásnak csak mintegy 20%-át teszi ki. Hasonlóképpen a politikai és nyilvános vita gyakran figyelmen kívül hagyja azt a tényt, hogy az energiaátmenet sikeréhez nemcsak a megújuló energiák elterjesztésére és az energiahatékonyság növelésére van szükség, hanem arra is, hogy az elegendő energia biztosítása érdekében viselkedésünk megváltozzék, azaz a fogyasztási szokásaink megváltoztatása révén energiát takarítsunk meg.

## Az energiaátmenet története

### Az energiaátmenet előtörténete
Történetileg nézve már sokkal a modern törekvéseknél korábban javasoltak decentralizált vagy centralizált próbálkozásokat arra, hogy különféle indokokból forduljunk a fosszilis fűtőanyagoktól a modern szemlélet szerint alternatív energiaforrásokhoz. Az energiarendszer korábbi átalakulásának kutatása a 2010-es évek eleji fejlemények tükrében még fontosabbá vált.

#### A fosszilis energiahordozók végessége és az éghajlattudomány alapjai
Az egyes dokumentumok azt mutatják, hogy már az ipari forradalom előtt is tudták vagy bizonyos esetekben sejtették a fosszilis nyersanyagok véges voltát. A 16. században például Nagy-Britanniában egyesek attól tartottak, hogy a kőszénkészletek hamarosan kimerülhetnek. Ezért a szénre vonatkozó kiviteli tilalmakat a parlamentekben megvitatták, és Skóciában 1563-ban elfogadták. A 18. századig azonban elterjedt volt az a nézet, hogy a szénkészletek kimeríthetetlenek. A 18. század végétől kezdve ismét számos, részben nyilvános vita folyt a széntartalékok végességéről és ennek hatásáról, és ezek a viták Nagy-Britanniából a kontinensre is átgyűrűztek. A 19. század eleji közgazdászok többsége, például Adam Smith, nem állandó gazdasági növekedést, hanem a jövőben egy a természeti körülmények által kikényszerített stacionárius állapotot feltételezett.

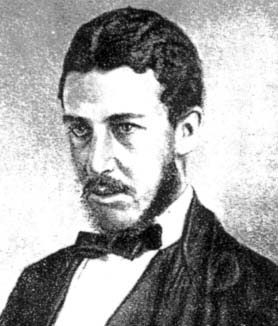
William Stanley Jevons

Végül William Stanley Jevons (1835–1882) angol közgazdász kutatása vált jelentőssé. Míg a szénfogyasztás korábbi előrejelzései az akkori éves szénfogyasztást változatlanul a jövőbe vetítették, vagy az abszolút növekedést lineárisan folytatták, Jevons 1865-ben megjelent tanulmányában elsőként fogalmazta meg, hogy a szénfogyasztás exponenciálisan fog növekedni, és a növekedési ütemet évi 3,5%-ban határozta meg. Ebből arra a következtetésre jutott, hogy ez az exponenciális növekedés egy bizonyos számú év után olyan hatalmas számokhoz kell, hogy vezessen, hogy minden véges nyersanyagforrás egy idő után kimerül, függetlenül attól, hogy valójában mekkorák a tartalékok.
Németországban a 19. század végétől kezdve szintén nagy vita folyt az esetleges energiahiányról, és a Föld erőforrás-kapacitásáról is vitát folytattak. Többek között Rudolf Clausius fizikus például az 1885-ös Ueber die Energievorräthe der Natur und ihre Verwerthung zum Nutzen der Menschheit (A természet energiatartalékairól és azok hasznosításáról az emberiség javára) című írásában aggodalmát fejezte ki különösen a szénkészletek végessége miatt. E megfontolások alapján „bölcs gazdaság bevezetésére” szólított fel, és arra figyelmeztetett, hogy „amit a talajban a korábbi idők örökségeként találunk, és nem lehet mással helyettesíteni, azt nem szabad pazarló módon felélni.” E megfontolások alapján sürgette „a bölcs gazdaság bevezetését”, és arra intett, hogy „azt, amit letűnt korok örökségeként a talajban találunk, azt, amit semmi mással nem lehet pótolni, ne vesztegessük el el pazarló módon.” Minél hamarabb fordítjuk meg a dolgokat, annál jobb lesz a jövő számára. A szénkészletek pazarló felhasználásának tézisét széles körben osztották.
Max Weber a fosszilis tüzelőanyagok végét a modern gazdasági rend végének szinonimájaként értékelte. Werner Sombart ezzel szemben a civilizáció napenergián alapuló folytatását a szénkészletek elfogyása után is valószínűnek tartotta. 1909-ben a kémiai Nobel-díjas Wilhelm Ostwald az energiagazdaság szénalapú részével kapcsolatban azt követelte, hogy „a tartós gazdaságnak kizárólag [a Nap] által kisugárzott éves energiamennyiség rendszeres felhasználásán kell alapulnia”. A szén „úgy viselkedik, mint egy váratlan örökség […], amely arra készteti az örököst, hogy a tartós gazdaság elveit egyelőre szem elől tévessze, és meggondolatlanul csak a mai napnak éljen…”.
Oswald Spengler ezzel szemben elutasította a civilizációnak a szénkészletek kimerülése miatti pusztulását. A fosszilis tüzelőanyagok végességének problémája elvileg már a 19. században ismert volt, de ez a tudás még nem vezetett konkrét, magatartást befolyásoló változásokhoz.
1912-ben egy olasz kémikus, Giacomo Ciamician tartott egy előadást, amelyet később a Science-ben publikáltak, amelyben rámutatott a mesterséges fotoszintézis révén történő közvetlen napenergia-felhasználás előnyeire a szénégetéssel szemben. A napenergia felhasználása a napban gazdag, de elmaradott déli országokban kiegyenlíthetné az északi gazdag országok és a déli szegény országok között már akkor is meglévő Észak és Dél közötti különbséget, és az utóbbi országokat gazdaságilag felvirágoztathatná. Ráadásul egy olyan jövőben, amikor a szén elfogy, a társadalmat nem érintené negatívan ez a körülmény, mivel a civilizáció addig folytatódhatna, amíg a Nap létezik. Előadását azzal zárta, hogy nem lenne káros a fejlődésre és az emberi boldogságra nézve, ha a „fekete és ideges széntársadalmat” felváltaná egy „nyugodtabb napenergia-társadalom”.
Az éghajlatkutatás alapjait már a 19. században lefektették. A szén-dioxid által okozott üvegházhatást már a 19. század közepén felfedezte John Tyndall. 1896-ban Svante Arrhenius egy szenzációs publikációban nemcsak először mutatott rá a szén-dioxidnak a Föld légkörében lévő, az éghajlat szempontjából releváns hatására, hanem azt is megértette, hogy a fosszilis tüzelőanyagok használata csak átmeneti jellegű lehet az ezzel járó globális felmelegedés miatt. Svante Arrhenius felismerte a globális felmelegedés szempontjából releváns fizikai-kémiai alapokat és egyúttal az energiafordulat szükségességét, annak ellenére, hogy az ő idejében a globális kibocsátás kevesebb mint tizede volt a 21. század elején megfigyelt emissziónak, és az emiatt bekövetkező klímaváltozás, úgy látszott, hogy csak évszázadokkal később következik be.

#### A fosszilis energiahordozók korszaka: ekkor a megújulók csak kiegészítő technológiák
Az iparosodással a 19. század folyamán a szén egyre inkább háttérbe szorította a korábban használt megújuló energiákat (főként a tűzifa és az állati takarmány formájában használt biomasszát). Ennek ellenére már a 19. században – a szénfelhasználás elterjedésével párhuzamosan – erőfeszítések történtek a napenergia energiaforrásként való hasznosítására. A naphőerőművek története például a 19. század második felére nyúlik vissza, amikor feltalálók olyan különböző napenergia-átalakító berendezéseket építettek, mint például napfőzők, napenergiával működő desztillálóberendezések, hűtőgépek és a napenergiával működő gőzgépek kazánjai. Az első naphőerőmű végül Egyiptomban épült meg 1913-ban. Egészen 1945-ig kellett várni, hogy az első kereskedelmi napkollektoros tűzhelyek elkészüljenek.
A szélenergiát sokkal gyorsabban használták fel villamosenergia-termelésre. Már a 19. század végén, alig néhány évvel az első széntüzelésű erőmű megépítése után, amelyet akkor még „erőközpontnak” neveztek, megépültek az első áramtermelő szélmalmok. Ezek az áramtermelő szélmalmok tehát folytatták az akkor még széles körben elterjedt szélmalmok és a vízimalmok decentralizált hagyományát. A történészek valójában csak az 1880-as évekre datálják a vízikerekek és szélmalmok mechanikus energiaforrásként való használatának csúcspontját Németországban. A gyenge közlekedési kapcsolatokkal rendelkező régiókban ezek a decentralizált energiaforrások egészen az 1950-es évekig fennmaradtak.
A 20. század elején az ezeken a mechanikus elődökön alapuló áramtermelő szélmalmok elterjedtek, egyes esetekben viszonylag széles körben, különösen a vidéki területeken, amelyek a villamosítás tekintetében messze elmaradtak a városoktól. Dánia volt az úttörő, de a turbinák az Egyesült Államokban és Németországban is eladásra találtak; az 1930-as évekre Németországban mintegy 3600 szélturbina épült, amelyek egy része szivattyúként, másik része pedig áramtermelésre szolgált. Dániában viszont, ahol Poul la Cour már a 19. század vége óta határozottan támogatta a szélenergia használatát mind elméletben, mind gyakorlatban, már 1918-ban a villamosenergia-szükséglet mintegy 3%-át a szélturbinák szolgáltatták. Meg kell jegyezni, hogy a villamosenergia-ellátás a 20. század elején még sokáig decentralizált volt, és csak a 20. század második harmadában, az első nagy erőművek megjelenésével tolódott el az egyensúly a központosított energiaellátás irányába.
Az 1920-as és 30-as években végleg lefektették a modern szélenergia-felhasználás műszaki és fizikai alapjait. A decentralizált kiserőművek tömege mellett nagy, akár 20 MW teljesítményű erőműveket is terveztek. A második világháború kitörése miatt azonban nem épültek meg ezeknek a mai mércével mérve is hatalmas erőműveknek a prototípusai.
1941-ben azonban az USA-ban 1,25 MW teljesítményű szélturbinát helyeztek üzembe a Smith–Pullman-turbinával, amelyet komoly műszaki problémák hátráltattak, de négy évig működött.
Az Egyesült Államokban a vidéki villamosítás széles körű elterjedése előtt a hangsúly az akkumulátorok töltésére szolgáló decentralizált kis rendszerek kiépítésén volt. Ennek eredményeként 1920-tól 1960-ig több tízezer 1,8–3 kW teljesítményű kis szélturbinát telepítettek. A villamosítás után a tendencia a nagy méretű, hálózatra kapcsolt turbinák irányába mutatott. 1941-ben Vermont államban egy 1,25 MW-os, 53,4 méteres rotorátmérőjű turbina lépett működésbe, de ennek és még nagyobb utódturbináknak a sorozatgyártására nem került sor.

### Az energiafordulat kezdete

#### A nagyvilágban lezajló fejlemények

##### A környezeti és energia válság érzékelése az 1970-es években
Az iparosodás, a globalizáció és az energiarendszer által kiváltott világméretű ökológiai, gazdasági és társadalmi problémákról szóló vita az 1970-es évek óta folyik a tudományban és a társadalomban. Németországban 1973-ban, az első olajválság idején kezdődött. Ezt megelőzően, az 1950-es és 1960-as években az energiapolitikát elsősorban a gazdasági hatékonyság szempontjából értelmezték.
A második világháborút követően az energiaárak viszonylagos csökkenése Európában az energiafogyasztás történelmileg példátlan mértékű növekedéséhez vezetett. 1950 és 1973 között az energiafogyasztás évente 4,5%-kal nőtt, és ebben az időszakban különösen a kőolaj játszotta a döntő szerepet, amely a legfontosabb energiaforrássá vált. 1948 és 1972 között a nyugat-európai olajfogyasztás 15-szörösére nőtt. Ugyanakkor az energiafogyasztást a gazdasági jólét kulcsfontosságú mutatójának tekintették, ami a gazdasági visszaeséstől való nagyfokú félelemhez vezetett, mivel Nyugat-Európában az energiafogyasztás nem nőtt olyan gyorsan, mint Kelet-Európában. Az első olajválságig az iparosodott országok energiapolitikáját a Leon N. Lindberg által leírt energiaszindróma jellemezte, ami az energiaszektorban rendszerszintű kudarchoz vezetett. Az energiaszindróma jellemző elemei a következők voltak:
- a folyamatosan növekvő energiaellátás szükségessége;
- az átfogó állami energiapolitika hiánya és az energiatermelők ezzel párhuzamos dominanciája;
- a bürokrácia és az iparosodás blokkolja az alternatívákat.

##### A modern energiakutatás kezdete
Ez a szindróma az 1970-es években kezdett eloszlani. Ezzel párhuzamosan fokozódott az energiakérdések kutatása, és a társadalomtudósok egyre inkább foglalkoztak az energia témájával. Nemzetközi jelentőségű, interdiszciplináris tudományos folyóiratok jelentek meg, amelyek megalapozták az energiakutatás intézményesülését, és különböző egyetemi tanszékek is felkarolták a területet.
Az Egyesült Államokban az olajválság hátterében, Jimmy Carter elnök idején alakult ki egy korai mozgalom, amely az energiarendszer megváltoztatását és a megújuló energiák elterjesztését tűzte ki célul. Az amerikai fizikus Amory Lovins 1976-ban alkotta meg a lágy energiaút kifejezést, és leírta, hogy a fosszilis és nukleáris tüzelőanyagokon alapuló centralizált energiarendszertől fokozatosan el lehet térni az energiahatékonyság és a megújuló energiaforrások felé, és végül teljesen fel lehet váltani. Egy évvel később kiadta a ma már úttörőnek számító Soft Energy Paths című könyvét, amely akkor jelent meg, amikor számos iparosodott ország energiapolitikáját az atomenergia masszív kiterjesztése uralta.
Lovins azonban nem elsőként dolgozta ki a teljes regeneratív energiaellátás forgatókönyvét. Már 1975-ben a dán fizikus, Bent Sørensen a Science című folyóiratban javaslatot tett egy olyan tervre, amely szerint Dánia kizárólag szél- és napenergiára állna át; ez a terv szerinte 2050-re megvalósítható lenne. Dánia óriási olajfüggősége miatt, amely 1972-ben primerenergiájának 92%-át kőolaj formájában importálta, és amelyet az 1973-as olajválságban az olajárak megháromszorozódása súlyosan érintett, a dán politikusok számos javaslatot megfogadtak. Már 1974-ben megemelték a benzin, a gázolaj és a fűtőolaj adóját; 1985-ben, amikor az olajárak csökkentek, újabb adóemelés következett. 1982-ben szénadót vezettek be, 1992-ben pedig a szén-dioxid termelésére vetettek ki adót. Földgázon és biomasszán (beleértve a hulladékot és a szalmát) alapuló kapcsolt energiatermelő erőművek épültek, amelyek ma már az állam hőszükségletének nagy részét, valamint a villamos energia egy részét biztosítják. 1981-ben bevezették a megújuló energiaforrásokra vonatkozó betáplálási díjat, amelynek eredményeként Dánia a világ legsikeresebb szélenergia-országává vált a villamosenergia-ellátásban való részesedést és az egy főre jutó energiát tekintve is. Az eredetileg a primerenergia-bázis diverzifikálására tervezett atomerőmű-projekteket a heves tiltakozások után elvetették, és végül 1985-ben törvényben zárták ki az atomerőművek építésének lehetőségét.

##### A klímavédelem és a fenntarthatóság politikai célokká válnak
Az 1990-es évek elején az éghajlatvédelem a világpolitika fontos céljává vált, miután a tudomány már az 1970-es évek óta jelezte a felmelegedést. 1992-ben Rio de Janeiróban került sor az ENSZ Környezetvédelmi és Fejlesztési Konferenciájára (UNCED), ahol 154 állam az ENSZ Éghajlatváltozási Keretegyezményében kötelezte el magát az éghajlati rendszer veszélyes zavarainak megelőzésére, a globális felmelegedés lassítására és következményeinek mérséklésére. Ehhez az egyezményhez később más államok is csatlakoztak. Az UNCED további fontos eredményei voltak az Agenda 21, a Riói nyilatkozat a környezetről és a fejlődésről, az Erdészeti Alapelvek és a Biodiverzitás Egyezmény. Végül, de nem utolsósorban, a fenntarthatóság fogalma a politikában is meghonosodott, még ha a politikai gyakorlatban való konkrét megvalósítása igen korlátozott is volt.
1997-ben fogadták el a Kiotói jegyzőkönyvet, amely 2005-ben lépett hatályba, és először határozott meg nemzetközi jogilag kötelező érvényű célokat az iparosodott országok üvegházhatású gázkibocsátására vonatkozóan. Ezt a jegyzőkönyvet az USA kivételével minden állam ratifikálta, de a benne kitűzött célokat kevéssé ambiciózusnak és a hatékony klímavédelemhez elégtelennek tartják, különösen azért, mert a fejlődő és feltörekvő országokra nem róttak kötelezettségeket.

##### Az energiaátmenet a kutatásban. Kiegészítő technológiából a fősodorba kerülés
Az 1990-es évek eleje óta a fenntartható energiarendszerekkel kapcsolatos globális tudományos kutatások mind relatív, mind abszolút értelemben exponenciálisan növekedtek. Míg 1992-ben a megújuló energiákkal foglalkozó tudományos publikációk száma még évi 500 körül volt, addig 2011-ben már közel 9000 új (angol nyelvű) publikációt regisztráltak a Web of Science-ben. A legintenzívebben kutatott terület a napenergia volt.
Végül 1998-ban jelent meg az első tanulmány egy nagyrészt megújuló energiarendszerről, amelyben először, két forgatókönyvben, 80 és 95%-ban megújuló energiával, az energiatermelés és az energiafogyasztás nemcsak matematikailag, hanem az év tényleges lefolyásában is megfelelt. Hasonló dolgozatok sorozata után 2006-ban Gregor Czisch disszertációjában először mutatta be azt a munkát, amely óránkénti felbontásban mutatta be Nagy-Európa és Észak-Afrika teljesen megújuló energiaellátásának megvalósíthatóságát. Henrik Lund 2006 és 2009 között több tanulmányt is közzétett arról, hogy Dánia 2036-ra nagyrészt vagy teljesen megújuló energiaforrásokból fog működni, és ezzel egyidejűleg elemezte, hogy a különböző megújuló energiaforrásoknak milyen összetételűnek kellene lenniük ahhoz, hogy ezt a célt a lehető leghamarabb elérjék. Ezzel egyidejűleg világszerte más tanulmányok is megjelentek hasonló célokkal és eredményekkel a világ különböző országaira és régióira vonatkozóan.
A tudatosságban 2010 körül egyértelmű változás következett be. Ebben az évben kilenc igen részletes tanulmányt tettek közzé a világ különböző országainak teljes megújuló energiaellátásáról, amelyekben a teljes vagy majdnem teljes ellátás megvalósíthatóságát először értékelték reálisnak nemcsak a szakosodott tudósok, hanem a kormányzati tanácsadó testületek, valamint az olyan tanácsadó cégek is, mint a PWC. 2011-ben további tíz hasonló tanulmány következett, köztük az IPCC megújuló energiákról szóló különjelentése és az EU Bizottság energiaügyi ütemterve, amely 2050-re 97%-os forgatókönyvet tartalmazott. 2011-ben Jacobson és Delucchi szintén kétrészes tanulmányt tett közzé, amelyben a teljes világgazdaság teljes mértékben megújuló energiaellátásának forgatókönyvét vázolták fel. 2012-ben és 2013-ban tovább nőtt a hasonló forgatókönyvekről szóló publikációk száma, beleértve a nagyon magas szintű megújuló energiaforrások megvalósíthatóságának bemutatását különböző európai országokban.

##### A 2010-es évek: aktuális fejlemények
A 2010-es évek első harmadában a megújuló energiaforrások felhasználása számos ipari országban és feltörekvő gazdaságban erőteljesen bővült, bár az egyes országokban eltérő motivációval. Míg az iparosodott országokban az üvegházhatású gázok kibocsátásának redukálására és a politikailag instabil régiókból származó energiaimporttól való függőség csökkentésére helyezték a fő hangsúlyt, addig a feltörekvő országokban az energiatermelés minden típusát bővítették az erős gazdasági növekedés miatt, ami viszont növekvő villamosenergia-igényt eredményez.
A széntüzelésű erőművek működésével járó súlyos környezeti károk azonban az elmúlt években Kínában az energiatermelés újragondolásához vezettek, ami szigorúbb, államilag előírt környezetvédelmi intézkedésekben, valamint a megújuló energiák és az energiahatékonyság ösztönzésében nyilvánul meg. 2013-ban Kína világelső volt a szélturbinák, a napelemek és az intelligens hálózati technológiák gyártásában és felhasználásában; az ország egyben a megújuló energiák legnagyobb beruházója és a világ legjelentősebb zöldáram-termelője is.
Különösen a 2013-as és 2014-es „szennyezési sokk” után, amikor kínaiak százmilliói szenvedtek az erős szmogtól és a finompor-szennyezéstől, és a légszennyezés az ország egyik fő gazdasági és társadalmi problémája volt, fokozódtak az erőfeszítések, és egy sor környezetvédelmi intézkedést vezettek be. Többek között tervet fogadtak el a szálló por és a szmogszennyezés csökkentésére. Különösen erősen szennyezett régiókban megtiltották új széntüzelésű erőművek építését, és 2015-re kitűzték az Euro 5 szabvány bevezetését a közlekedési ágazatban, hogy a különösen magas légszennyezettségű járműveket eltávolítsák az utakról. Országos szinten az Euro 5 szabvány 2017-ben lép hatályba. Emellett 2030-ra a szén részaránya a teljes energiafogyasztásban 66,6%-ról 50% alá csökken, míg a megújuló energia részaránya a 2012-es alig 10%-ról 2030-ra 25%-ra nő. Bár az intézkedéseket elsősorban a környezetszennyezés csökkentése érdekében fogadták el, e célok elérése az üvegházhatású gázok kibocsátásának jelentős csökkenését is eredményezné.
Emellett a világ számos országa számára a fosszilis tüzelőanyagok szerepének csökkentése központi szerepet játszik a megújuló energiaforrásokra való átállásban, mivel lehetővé teszi számukra az energiaimport csökkentését, és ezzel egyidejűleg az ellátás biztonságának növelését. Ezzel egyidejűleg csökken az energiaforrások miatti katonai konfliktusok veszélye.
A „nukleáris-fosszilis korszaktól” való eltávolodást a „többszörös válságra” adott reakciónak tekintik, amelyet a fukusimai nukleáris katasztrófa (amely Csernobil után ismét rámutat a nukleáris energiatermelés sebezhetőségére), az éghajlatváltozás, az agro-üzemanyagok előállítása és a spekuláció miatti élelmiszerválságok, valamint a nagy metropoliszok légszennyezése jellemez. Ez a többszörös válság változtatásokat és megoldásokat igényel.
Az energiaellátás átalakítását számos intézmény szorgalmazza és támogatja nemzetek feletti szinten. A különböző utak jobb összehangolása érdekében 2010-ben megalakult a Nemzetközi Megújuló Energia Ügynökség (IRENA). Hajtóerőként tekinti magát a megújuló energiák nagymértékű és fokozott elterjedésének és fenntartható használatának előmozdítása érdekében világszerte. 2011-ben az ENSZ elindította a Fenntartható energiát mindenkinek kezdeményezést. 2012 decemberében az ENSZ Közgyűlése egyhangúlag a 2014-2024 közötti évtizedet a Fenntartható energia mindenkiért évtizedévé nyilvánította. 2014 júliusában Ban Ki Mun ENSZ-főtitkár kiadta a Pathways to Deep Decarbonization című jelentést, amely a fenntartható fejlődés és a dekarbonizáció útvonalait tartalmazza tizenkét iparosodott ország számára.
A 2015-ben a Schloss Elmauban tartott G7-csúcstalálkozón a G7-országok megállapodtak abban, hogy 2050-ig 70%-kal csökkentik az üvegházhatású gázok globális kibocsátását, és 2100-ra teljesen szén-dioxid-mentessé teszik a világgazdaságot. Ezt követően több ország szigorúbb éghajlatvédelmi célokat jelentett be. Többek között Barack Obama amerikai elnök új irányelveket jelentett be, amelyek szerint 2030-ig az amerikai erőművek üvegházhatású gázkibocsátását a 2005-ös bázisévhez képest 32%-kal kell csökkenteni. A 2015-ben a párizsi éghajlatvédelmi egyezményben az ENSZ közel 200 tagállamának mindegyike elfogadta, hogy a globális felmelegedést jóval 2 °C alatt kell tartani. A cél az, hogy az iparosodás előtti értékhez képest a hőmérséklet emelkedése ne haladja meg az 1,5 °C -ot. 2015-ig már bekövetkezett egy 1,5 °C-os növekedés. A megállapodás 2016. november 4-én lépett hatályba.
2030-ig az üvegházhatású gázok kibocsátásának 0,5%-os növekedését tűzték ki célul. 1,5 °C-os növekedést az iparosodás előtti értékhez képest; az 1 °C-ot már akkor is elérték. A megállapodás 2016. november 4-én lépett hatályba. 2017-es ENSZ-jelentés szerint a mindenki számára fenntartható energia elérésének célját veszélyezteti a világ népességének növekedése. A jelentés szerint a 2030-ra kitűzött cél, a tiszta, elektromos árammal történő főzéshez való egyetemes hozzáférés meghiúsulásának veszélye fenyeget. Az ENSZ-jelentés idején több mint hárommilliárd ember főzött káros tüzelőanyaggal, például fával vagy trágyával.
Az ENSZ 2017-es jelentése szerint a világ népességének növekedése veszélyezteti a mindenki számára fenntartható energia elérésének célját. A jelentés szerint a 2030-ra kitűzött cél, vagyis az elektromos árammal történő tiszta főzéshez való egyetemes hozzáférés meghiúsulásának veszélye fenyeget.

#### Németországi fejlemények
A németországi energiaátállás célja az, hogy az energiaellátás 2050-re nagyrészt mentes legyen az üvegházhatású gázok kibocsátásától. A német kormány 2010-ben azt a célt tűzte ki maga elé, hogy az 1990-es bázisévhez viszonyítva 2020-ig 40, 2030-ig 55, 2040-ig 70 és 2050-ig pedig 80-95%-kal csökkentse az üvegházhatású gázok kibocsátását. Ezt a megújuló energiaforrások bővítésével és a primérenergia fogyasztás csökkentésével kívánják elérni. Azt tervezték, hogy az atomenergia kivezetésének részeként 2022-ben le fog állni az utolsó németországi atomerőmű is.

##### Az energiaátmenet korai szakasza
A német Energiewende eredete az 1970-es évek környezetvédelmi és atomenergia-ellenes mozgalmaiban keresendő. Amory Lovins Soft Energy Path című könyvének hatása nem korlátozódott az angol nyelvű világra. Német fordítása 1979-ben került a könyvesboltokba, és nagy visszhangra talált az atomenergia-ellenes mozgalomban, amely már az 1970-es évek közepétől fontos politikai csoport lett. 1980-ban megjelent az Öko-Institut által készített tanulmány, amely az atomenergiából és a kőolajból származó energiából származó energiáról való teljes lemondásról szólt. A könyv Amory Lovins elméleti megfontolásait vette át és ültette át a német viszonyokba. A Növekedés és jólét olaj és urán nélkül Dőlt szöveg című könyvben használták először az Energiewende kifejezést. Az 1980-as években ezt a fogalmat különböző társadalmi mozgalmak, például a német zöldek, a baloldali szociáldemokraták és az alternatív sajtó átvette és terjesztette.
A politikában is változás zajlott. Amikor a Zöldek 1983-ban bekerültek a szövetségi parlamentbe, akkor fordult elő először, hogy egy párt az atomenergiáról való azonnali lemondást követelte. A csernobili atomkatasztrófa után a korábban atompárti a szociáldemokraták és a szakszervezetek is csatlakoztak ahhoz a követeléshez, hogy az atomenergia használatát meg kell szüntetni. A szociáldemokraták, a zöldekkel ellentétben, csak 10 év eltelte után akarták az atomenergia használatáról való lemondást. Az atomenergia ellenzői nemcsak az atomenergia kivezetését, hanem egy alapvetően új energiapolitikát is követeltek. Míg egyes szociáldemokrata-kormányzású tartományok több kísérletet tettek az atomerőművek leállítására, a konzervatív-liberális szövetségi kormány fenntartotta az atomenergiát pártoló irányvonalát. A megújuló energiaforrásokra vonatkozó első támogatási intézkedéseket már az 1980-as évek végén bevezették.
Az energetikai fordulat szempontjából nagyon fontos lépés volt az 1990-es villamosenergia-betáplálási törvény elfogadása, amelyet két politikus, Matthias Engelsberger (CSU) és Wolfgang Daniels (Zöldek) terjesztett be a Bundestagba, és amelyet széles többséggel (CDU/CSU, SPD, Zöldek az FDP ellenében) fogadtak el.

##### Gyorsítás a szociáldemokrata-zöld kormány időszakában
A német energetikai átállás jelentős lendületet vett a szociáldemokrata-zöld szövetségi kormány idején (1998-2005). A koalíciós megállapodásban az energiafogyasztásra kivetett öko-adó bevezetésével, a 100 000 tető programmal, majd a megújuló energiaforrásokról szóló törvény (EEG) elfogadásával, valamint az atomerőművek kivezetéséről szóló megállapodással az energiafordulat számos központi elemét elfogadták, illetve 2001-ig átültették a hatályos jogba.
Emellett a megújuló energiaforrások megítélésében is változás következett be ezzel a koalícióval. Míg a korábban kormányzó CDU/CSU-Szabaddemokrata koalíció alatt a megújuló energiákat a meglévő erőműpark kiegészítésének tartották, addig a szociáldemokrata-zöld koalíció nagy része a status quo alternatívájaként tekintett rájuk, amely a 21. század folyamán a fosszilis-nukleáris energiatermelés helyébe lép.
A fosszilis-nukleáris energiaforrásokról a megújuló energiaforrásokon alapuló fenntartható energiatermelésre való áttérés jelenlegi koncepciója valószínűleg 2002-re nyúlik vissza: 2002. február 16-án Berlinben került sor az Energiewende – Atomausstieg und Klimaschutz (Energiaátmenet – kiszállás a nukleáris energiából és éghajlatvédelem) című szimpóziumra, amelyet a német Szövetségi Környezetvédelmi Minisztérium szervezett. Az energiaátmenetet ekkor még nem tartották kívánatos célnak a konzervatívok és a liberálisok, de a 2000-es években a CDU/CSU-ban és a Szabaddemokrata Pártban meggyengült az energiaátmenettel szembeni ellenállás.
2000. június 14-én Németország kormánya és az atomerőművek üzemeltetői közötti tárgyalások végül a többnyire nukleáris konszenzusként emlegetett megállapodáshoz vezetett el: mindkét félnek messzemenő engedményeket kellett tennie. A kormányzó SPD és a Zöldek által korábban szorgalmazott 10 éves időkerettel szemben a kormány elfogadta, hogy a legújabb atomerőművek még mintegy 20 évig üzemelhessenek, míg az üzemeltetők ezzel szemben elfogadták, hogy a legrégebbi erőműveknek csak viszonylag rövid üzemidőt biztosítsanak.

##### Az atomerőművek működési idejének meghosszabbítása és a második kilépés az atomenergiából[17]
Miután a 2005-ös Bundestag-választásokon sem konzervatív-liberális, sem szociáldemokrata-zöld többség nem alakult ki, a CDU/CSU és az SPD Angela Merkel vezetésével nagykoalíciót kötött (2005-2009). A nagykoalíció idején további két atomerőművet állítottak le.A koalíciós megállapodás a megújuló energiaforrásokkal kapcsolatos jövőbeli politikát is meghatározta. A koalíciós partnerek számára a megújulók az energia- és klímapolitika fontos eszközei voltak. A cél az lett, hogy a megújulók a villamosenergia-termelésben 2010-re legalább 12,5%-os, 2020-ra pedig legalább 20%-os részarányt érjenek el; a megújulók teljes energiafogyasztáson belüli megcélzott részaránya pedig 4,2% (2010), illetve 10% (2020) lett.
A német energiapolitikában 2010 őszén komoly változás következett be, amikor a CDU/CSU-FDP (szabaddemokrata) kormány úgy döntött, hogy jelentősen meghosszabbítja a német atomerőművek üzemidejét. Végül kompromisszumos megoldás született, amely egyrészt előírta, hogy az atomenergia fokozatos kivezetéséről szóló alapvető döntés és az új atomerőművek építésének tilalma érvényben marad, ugyanakkor az üzemidőt átlagosan 12 évvel meghosszabbítják.
2011. március 11-én Japánban bekövetkezett a fukusimai nukleáris katasztrófa, amelyben az atomerőmű összesen 4 reaktora megsemmisült, és nagy mennyiségű radioaktivitás került a környezetbe. A kormányra nehezedő nyomás hatására az energiapolitikában újabb fordulat következett be: a német kormány alig három nappal a katasztrófa bekövetkezte után három hónapos nukleáris moratóriumot hirdetett, majd 2011. június 6-án bejelentette: a 2022-ig az utolsó atomerőművet is be fogják zárni.

## Az energiaátmenet célja

### A fenntartható energiaellátás megteremtése
Az energetikai átmenet meghatározó célkitűzése a fenntartható energiaellátás megvalósítása három területen: a villamosenergia-termelésben, a fűtés-hűtés területén és a szállításban. Egy német energiatudós szerint a fenntartható fejlődésen olyan életmódot értünk, amely lehetővé teszi „hogy a jelenleg élő emberek idényeit úgy elégítsék ki, hogy az ne korlátozza a jövőben élő emberek hasonló igényeit. (…) Az élet természetes alapjainak megőrzése, más megfogalmazásban az, hogy ne lépjünk túl a természetes anyagkörforgások újratermelő és feldolgozó képességén, a fenntartható fejlődés alapvető feltétele.” A fenntarthatóság meghatározása a Brundtland-bizottságig nyúlik vissza, amely 1987-ben alkotta meg ezt a fogalmat. A bizottság a sürgetővé vált környezeti problémák megoldása érdekében olyan gazdasági növekedésre szólított fel, amely a gazdasági nézőpontok mellett figyelembe veszi a társadalmi és ökológiai szempontokat is.
Egy általánosan elfogadott definíció szerint a fenntartható energiarendszerben „az energiát kellő mennyiségben és – emberi mércével mérve – hosszú ideig kell biztosítani úgy, hogy minél több embernek legyen esélye most és a jövőben méltóságban élni, és az átalakulási folyamatokba nem visszavezethető anyagokat úgy kell elhelyezni, hogy az emberi élet alapjait most és a jövőben ne semmisüljenek meg." A fenntarthatósági koncepció megvalósítása tehát a gazdaság-társadalom-ökológia fenntarthatósági háromszög javítására, egyúttal a globális és generációk közötti szolidaritás megvalósítására törekszik. A fenntarthatóság vizsgálata során vita alakult ki. Az első megközelítés szerint arra van szükség, hogy a fenntarthatósági háromszögben a gazdaság, a társadalom és az ökológia azonos súllyal szerepeljen. A második álláspont szerint az ökológiai szempontnak kell elsőbbséget élveznie.
Az egyenlő súlyozással kapcsolatos kritikák közé tartozik az, hogy a három szempont közötti ellentmondásos célok és a gazdasági, a társadalmi és az ökológiai szempontok azonos súllyal való kezelése miatt, nehéz a teljes rendszer optimalizálása.
Az ökológiai szempontnak elsőbbséget biztosító megközelítés szerint az ökológiai fenntarthatóság a társadalmi és gazdasági fenntarthatóság alapfeltétele, és ezért elsőbbséget kell élveznie.
A jövő energiarendszereinek alapvető követelményei tehát a következők:
- Megfelelő mennyiségű energia biztosítása
- A felhasználás minősége és rugalmassága a keresletnek megfelelően
- Energiabiztonság
- Az erőforrások védelmezése
- Alacsony működési kockázat, működőképes rendszer hiba fellépése esetében is
- Környezetvédelmi összeegyeztethetőség
- Nemzetközi összeegyeztethetőség
- Társadalmi összeegyeztethetőség
- Alacsony költségek

Az energetikai átállásból eredő pozitív járulékos előnyök az elmúlt években egyre inkább bekerültek a politikai és tudományos közbeszédbe. Az éghajlatváltozással foglalkozó kormányközi munkacsoport (IPCC) például úgy határozza meg a társhasznokat, mint az üvegházhatású gázok csökkentéséből származó pozitív járulékos előnyöket.

### Kiszállás az atomenergiából és az éghajlatvédelem
Az atomerőművek kivezetéséhez hasonlóan az éghajlatvédelem is fontos célja az energetikai átállásnak, de ennél sokkal több cél is van.
2015-től az energetikai átmenet célja az atomerőművek kivezetésének befejezésére és az éghajlatvédelemre redukálódott; egyes esetekben mindhárom kifejezést hasonlóan vagy szinonimaként használták. A nukleáris energiáról való lemondás és az éghajlatvédelem fontos részcéljai az energetikai átmenetnek, de az energetikai átmenetnek ezekre a szempontokra való redukálása félrevezető. Az atomenergia használatát például viszonylag könnyen ki lehet vezetni a fosszilis tüzelőanyagokkal való helyettesítéssel, anélkül, hogy a rendszer további átalakítására lenne szükség. Elvileg az éghajlatvédelem is lehetséges lenne, ha a fosszilis tüzelésű erőműveket atomerőművekkel, illetve kisebb mértékben szén-dioxid-leválasztással működő fosszilis tüzelésű erőművekkel helyettesítenénk.
Ez az út azonban hosszú távon nem lenne életképes, és jelentős kockázatokkal járna. Sem az atomenergia, sem a szén-dioxid-leválasztással működő fosszilis tüzelésű erőművek nem biztosítanak fenntartható stratégiát az energia- és környezeti válság megoldására.
Bár az atomerőművekre és a szén-dioxid-leválasztással működő fosszilis tüzelésű erőművekre való átállással elkerülhető lenne ennek az energiarendszernek néhány környezeti problémája, de a véges fosszilis és nukleáris energiaforrások alapvető problémája továbbra is megoldatlan maradna.
Mivel az üvegházhatású gázok összesített kibocsátott mennyisége és az ebből eredő hőmérséklet-emelkedés között szinte lineáris kapcsolat áll fenn, az éghajlat hatékony védelme érdekében korlátozni kell az üvegházhatású gázok összesített kibocsátott mennyiségét (azaz felső határt kell szabni). Ezért a jelenleg ismert fosszilis tüzelőanyagoknak csak egy részét lehet felhasználni. Az IPCC adatai szerint 2011 és 2050 között legfeljebb 870 és 1240 gigatonna (milliárd tonna) szén-dioxidot bocsájthatunk ki a légkörbe, ha a két fokos célt több mint 50%-os valószínűséggel el akarjuk érni. A tartalékok tekintetében ez azt jelenti, hogy globális szinten a kőolajkészletek mintegy harmadát, a földgázkészletek felét és a szénkészletek több mint 80%-át nem szabad elégetni. A fosszilis energia ismert készletei és a még elégethető szénmennyiség közötti egyenlőtlenség az úgynevezett szénbuborék kipukkanásának veszélyét hordozza magában, ami jelentős értékvesztést jelentene a fosszilis energiaágazatban működő energiaipari vállalatok számára. Ugyanakkor a már nem kitermelhető új lelőhelyek feltárása hosszú távon komoly rossz befektetésnek bizonyulhat.
Ahhoz, hogy a párizsi éghajlatvédelmi egyezmény maximum 2 fokos felmelegedést megengedő vállalásai teljesüljenek, a jelenleg évi 40 milliárd tonna globális szén-dioxid-kibocsátást, évtizedenként a felére kell csökkenteni. Ehhez többek között arra van szükség, hogy 2050-ig a megújuló energiatermelés 5-7 évente megduplázódjon. Az emberiség teljes energiabázisát teljesen szén-dioxid-mentessé kell tenni.
Másrészt, ezzel párhuzamosan, 2030-35-re teljesen véget kell vetni a szén és az olaj elégetésének. A földgáz felhasználását is jelentősen csökkenteni kell, még akkor is, ha a szén-dioxid-leválasztási és -tárolási technológiák rendelkezésre állnak. Az emberiségnek már csak néhány évtized áll rendelkezésére, hogy minimalizálja az éghajlatváltozás súlyos és katasztrofális hatásait, amelyek több ezer vagy tízezer évig is eltarthatnak.

### Társadalmi és etikai célok

##### A közegészség javítása
Az energetikai átállás másik célja a közegészségügy javítása. Évente világszerte mintegy hétmillió ember hal meg idő előtt a rövid élettartamú, az éghajlat szempontjából fontos szennyező anyagok – például a metán, a korom és az ózon – által okozott légszennyezés miatt, amely légzőszervi és keringési betegségekhez vezet. Ezt a hatást a jövőben az éghajlatváltozás és a hőszigethatás még tovább fogja súlyosbítani, különösen a városokban. Emellett a légszennyezés növeli az olyan betegségek számát, mint az asztma és a rák növeli a kórházi kezeléseket és az intenzív orvosi ellátást, valamint növeli a munkavállalók és a diákok által kivett betegnapok számát, ami viszont gazdasági és szociális következményekkel jár a társadalomra és a gazdaságra nézve. A légszennyezést elsősorban a szilárd, folyékony és gáznemű tüzelőanyagok elégetése okozza, ezért a probléma megoldása csak az energiarendszer alapvető megváltoztatásával érhető el.
Szinte biztos, hogy a megújuló WWS-energiák (szél-, víz- és napenergia) széles körű használatával számos egészségügyi és környezeti probléma nagymértékben csökkenthető vagy megszüntethető lenne. A megújuló energiák használata mellett az energiarendszer villamosítása, például elektromos járművekkel, szintén hozzájárulna a légszennyezés csökkentéséhez. Schmale et al. szerint a légszennyező anyagok kibocsátásának 2030-ig történő felére csökkentése 2040-ig mintegy 40 millió idő előtti halálesetet előzhet meg. Ehhez azonban az eddigieknél jóval nagyobb erőfeszítésekre lenne szükség; az eddig végrehajtott intézkedések csak mintegy 2 millió halálesetet tudnának megelőzni.

#### Az energiaszegénység elleni harc a fejlődő országokban
Az energiához való hozzáférés nagyon egyenlőtlenül oszlik meg a világon. Ezzel együtt számos fejlődő országban a lakosság széles rétegei körében elharapózott az energiaszegénység, amit a feltörekvő gazdaságok növekedése és az ezzel járó globális kereslet növekedése a 21. század elején tovább súlyosbított. A fosszilis tüzelőanyagok – amelyekkel általában kemény valutában, például amerikai dollárban kereskednek – árának ezzel járó emelkedése megnehezíti az alacsony devizatartalékkal rendelkező fejlődő országok számára az energiaforrásokhoz, különösen a kőolajhoz való hozzáférést, és tovább súlyosbítja a szegénységet. A szegénység tovább fokozódik.
Például 2010 körül a világ népességének 12%-át kitevő G8-országok a globális primerenergia-fogyasztás mintegy 50%-áért voltak felelősek, míg a világ népességének legszegényebb 25%-a a primerenergia-fogyasztás mindössze 3%-áért volt felelős, amihez más társadalmi problémák is társulnak: az energiához való alacsony hozzáférés összefügg az élelmiszerforrásokhoz való rossz hozzáféréssel, a magas csecsemőhalandósággal és az alacsony várható élettartammal. Ha azonban az alapvető energiaszükségleteket kielégítik, ami az egy főre jutó évi 2,6 tonna kőolaj-egyenérték körüli primerenergia-fogyasztás mellett megvalósul, a további energiafogyasztás nem javítja tovább ezeket a számokat. 1,2 milliárd ember villamosenergia-ellátása és 2,8 milliárd ember megbízható és tiszta főzési energiával való ellátása ezért fontos fejlesztéspolitikai cél.

#### A generációk közötti igazságosság
Az egyes generációk közötti igazságos elosztás szintén nagy jelentőséggel bír. A fosszilis tüzelőanyagok jelenlegi vagy korábbi generációk általi felhasználása a generációk közötti igazságosság két aspektusát érinti.
Először: a jövő generációi nem használhatják tovább azokat az erőforrásokat, amelyeket az előző generációk fogyasztottak el, és ezért korlátozva vannak a fejlődéshez való jogukban az erős fenntarthatóság értelmében.
Másodszor: a fosszilis tüzelőanyagok elégetése miatt negatívan érinti őket az éghajlatváltozás, mivel olyan rosszabbra változott éghajlati viszonyokkal kell megbirkózniuk, amelyeket nem ők maguk okoztak. A jelenlegi nemzedék ezzel szemben annyiban jár jól, hogy nem kell megfizetnie a használatának ökológiai és gazdasági következményeit, hanem az általa okozott problémák megoldását átadhatja a jövő nemzedékeknek.
A generációs igazságosság viszont azt feltételezi, hogy minden nemzedéknek szabadon kell döntenie arról, hogy miként akarja megtermelni és elosztani a javakat. A jövő nemzedékeknek ezt a szabadságát azonban a jelenlegi nemzedék indokolatlanul korlátozza olyan cselekedetekkel, amelyeket nem lehet időben visszafordítani; például az ember okozta éghajlatváltozás és annak következményei, a nyersanyagok és (fosszilis) energiaforrások túlzott felhasználása vagy az állat- és növényfajok pusztítása révén. Ennek a konfliktusnak a legfőbb nehézsége az, hogy a jövő nemzedékek nem vehetnek részt a konfliktus leküzdésében, azt csak az állam vagy annak intézményei végezhetik.

#### További szempontok
Ezen túlmenően a tudományos, nyilvános és politikai diskurzusban számos egyéb szempontot is megemlítenek az energiaátállás megvalósítására vonatkozóan; például a német energiaátállással kapcsolatos szakértői felmérés összesen 14 különböző célkitűzést tárt fel. Ezek a célok többek között politikai, társadalmi, gazdasági vagy ökológiai jellegűek; az alábbiakban néhány példát foglalunk össze.
- A termelési és elosztási struktúrák demokratizálása, amely például energiaszövetkezetek vagy energia-autonóm régiók formájában valósulhat meg.
- Az energiahiány vagy energiaválság (pl. olajválság) gazdasági kockázatainak csökkentése a gyakorlatilag korlátlan primerenergia révén.
- A fosszilis tüzelőanyagok importjától való függőség csökkentése.
- Az energiabiztonság és az energia-önellátás fokának növelése.
- A fosszilis tüzelőanyagok politikailag instabil exportőreitől való függőség csökkentése (pl. Oroszország és Szaúd-Arábia).
- Az energiaforrások miatti katonai konfliktusok elkerülése.
- A hazai értékteremtés növelése az energiaimport csökkentésével vagy az energiaimport decentralizált, saját termelésű megújuló energiákkal és nemzeti/hazai technológiákkal való helyettesítésével.
- Gazdasági előnyök a hosszú távon kedvezőbb energiaellátás révén.
- Gazdasági értékteremtés az éghajlatvédelmi technológiák gyártása és exportja révén
- Új munkahelyek teremtése, mivel a megújuló energiák használata munkaigényesebb, mint a hagyományos energiatermelés.
- A vízfogyasztás csökkentése a hagyományos erőművek hűtővízfogyasztásának csökkentése révén (jelenleg 0,9-1,33 m³/MWh a széntüzelésű erőműveknél és 1,44-2,12 m³/MWh az atomerőműveknél Németországban.
- Energiamegtakarítás a megújuló erőművek fosszilis tüzelésű erőművekhez képest alacsonyabb erőművi energiaigénye miatt.
- Az energiaellátás biztonságának javítása a korábban csak részben villamosított régiókban, valamint az oktatás minőségének javítása a stabil energiaellátásnak köszönhetően.

## Az átalakulás motiváló erői
Az energetikai átállás hátterében és motivációjaként a fosszilis és nukleáris energiaforrások használatával kapcsolatos, egyre nyilvánvalóbbá váló ökológiai és társadalmi problémák állnak. Az ipar és a végfelhasználók energiafogyasztása számos negatív mellékhatással jár, amelyek következményeire az 1970-es évek óta egyre inkább felhívják a társadalom és a politikusok figyelmét. Ezek közé tartozik az üvegházhatást okozó szén-dioxid kibocsátása, a levegő, a talaj és a víz szennyezése, a radioaktív hulladékok keletkezése, az erőforrásokkal kapcsolatos geopolitikai konfliktusok, az energiaforrások szűkössége és az élelmiszerárak emelkedése. A megújuló energiaellátásra való áttérés további fontos okai az energiabiztonság (hosszútávú) biztosítása, a fosszilis tüzelőanyagok elégetéséből eredő egészségügyi kockázatok, valamint olyan társadalmi-gazdasági szempontok, mint az energiaellátás demokratizálása, az állampolgári részvétel kiterjesztése és a munkahelyteremtés.
Míg az 1970-es évek elejéig az ellátás biztonsága és az energia ára állt az előtérben, az 1970-es évektől kezdve megváltozott a megközelítés. Az olajválságok, az atomenergia felhasználásáról és a környezetvédelmi kérdésekről szóló vita következtében számos országban heves társadalmi viták alakultak ki az energia- és környezetpolitikáról, valamint energiapolitikában és az energiaiparban bekövetkező változásokról.
A Római Klub által 1971–72-ben kiadott A növekedés határai kérdésfelvetései az 1973-as olajválság miatt aktuálissá váltak. Napjainkban elsősorban a fosszilis tüzelőanyagok elégetése által okozott környezetszennyezés fontos tényező a légszennyező anyagok által okozott környezeti károk (bőr- és légzőszervi betegségek) és a gazdasági költségek miatt és az üvegházhatású gázok kibocsátása miatt bekövetkező globális felmelegedés miatt.
A fenntarthatóbb energiaellátás céljának elérése érdekében a fosszilis-nukleáris energiarendszertől való eltávolodást propagálják, és az új „napkorszakba” való átmenetet követelik. A napenergia-formák a háttéripari technológia szerepét töltik be. Ezt a váltást – számos egyéb pozitív hatás mellett – általában azzal indokolják, hogy a megújuló energiaforrásoknak kisebb negatív környezeti és éghajlati hatásuk van, mint a hagyományos energiaforrásoknak. Amellett, hogy a megújuló energiaforrásokból származó üvegházhatású gázok kibocsátása jóval alacsonyabb, az olyan technológiákra való átállás, mint a szél- és naperőművek, jelentősen csökkentheti az olyan környezeti hatásokat, mint a vízszennyezés, az eutrofizáció és a finom por kibocsátása.
Bár e megújuló technológiák létrehozásának anyagszükséglete magasabb, mint a hagyományos erőműveké, a megépítés magasabb anyagszükségletéből adódó negatív környezeti hatás sokkal kisebb, mint a fosszilis energiával működő erőművek károsanyag kibocsátása. A megújuló energiák lehetővé teszik a fosszilis tüzelőanyagok, például a kőolaj, a földgáz, a kőszén, a lignit, valamint az urán kitermelése során bekövetkező környezetszennyezés elkerülését.

#### Aglobális felmelegedés
A 21. század és az azt követő időszak egyik legnagyobb kihívása a globális felmelegedés és következményei. A globális felmelegedés fő okozója az ember, ezért a klímavédelem ma az energiaellátás szerkezetátalakításának legfontosabb szempontja.
Az IPCC ötödik értékelő jelentése szerint 2100-ra az iparosodás előtti szinthez képest 3,7-4,8 °C (bizonytalansági tartomány: 2,5-7,8 °C) közötti globális hőmérséklet-emelkedés várható, ha az üvegházhatású gázok kibocsátásának jelenlegi szintje fennmarad. Ha az éghajlatváltozást elviselhető szintre akarjuk korlátozni, akkor a fosszilis tüzelőanyagok globális felhasználását jelentősen csökkenteni kell.
A globális felmelegedés legfontosabb hajtóereje az üvegházhatású gázok kibocsátása a fosszilis tüzelőanyagok elégetése révén. Az antropogén, azaz az ember által okozott üvegházhatású gázkibocsátás mintegy 80%-a az energiafelhasználásból ered. Az üvegházhatást már a 19. században felfedezték.
Időközben az üvegházhatásra vonatkozó elméleti előrejelzéseket a modern, hosszú távú, közvetlenül a természetben végzett vizsgálatok kísérletileg is megerősítették. Az üvegházhatású gázok által okozott éghajlatváltozás számos negatív másodlagos hatással jár, mint például a jégsapkák olvadása, a tengerszint emelkedése, a hidrológiai ciklus megváltozása, az éghajlati szélsőségek gyakori előfordulása és a biológiai sokféleségre gyakorolt kiszámíthatatlan hatások, de az óceánok elsavasodása is, amelyet a légkör magasabb szén-dioxid tartalma okoz.
A Science cikke megállapítja: A globális felmelegedés felgyorsítja a fajok kihalását is. Ha nem teszünk intézkedéseket az éghajlatváltozás ellen, akkor a fajok 16%-át fenyegeti kihalás világszerte. A munka alapjául szolgáló egyedi értékek akár 54%-os kihalási arányt is feltételeztek. A felmelegedés maximumát két fokban meghatározó cél elérése esetén ez az arány 5,2%-ra csökkenhet.
A legfontosabb antropogén üvegházhatású gáz a szén-dioxid, amely elsősorban a fosszilis tüzelőanyagok elégetése során szabadul fel nagy mennyiségben. Bár a szén-dioxid nagy része természetes folyamatok révén is felszabadul, például a biomassza bomlásával, ezt ellensúlyozza a növények ugyanilyen nagymértékű természetes megkötése; az anyagkörforgás zárt. A fosszilis tüzelőanyagok elégetése és más emberi beavatkozások, például az erdők kiirtása révén azonban további szén-dioxid kerül a légkörbe, ami növeli a légkörben lévő szén-dioxid arányát. Az emberi tevékenység által kibocsátott szén-dioxid nagy része több tízezer-százezer évig a légkörben marad, ami azt jelenti, hogy a szén-dioxid-kibocsátás éghajlati hatásai, például a tengerszint emelkedése, nem csak néhány évtized vagy évszázad alatt, hanem geológiai időszakok alatt jelentkeznek.
Az égéstermékként keletkező szén-dioxid mellett az energiaipar nagy mennyiségű metán kibocsátásáért is felelős. A metán a második legfontosabb üvegházhatású gáz. A szénbányászat során a szénrétegekből, az olajkitermelés során pedig az olajkutakból szabadul ki, és a földgázszállítás során is felszabadul. Németországban a metánkibocsátás mintegy 30%-a az energiaiparból származik.

### A hagyományos energiahordozók végessége
Az energiaipar szempontjából az energiarendszer átalakításában központi szerepet játszik a fosszilis-nukleáris energiaforrások véges volta is, amelyek csak korlátozott ideig (energiaforrástól függően néhány évtizedtől évszázadokig) állnak rendelkezésre. Függetlenül más szempontoktól, mint például az éghajlatváltozás, ez hosszú távon elkerülhetetlenül szükségessé teszi az átállást más típusú energiaellátásra. A fosszilis nyersanyagok – mindenekelőtt a kőolaj – energiaforrásként való felhasználásuk mellett a petrolkémiai iparban is nagyon fontos alapanyagokat jelentenek, és számos termék kiindulási alapját képezik, amit szintén figyelembe kell venni, ha figyelembe vesszük ezen erőforrások véges jellegét.
A nem megújuló erőforrások (például a fosszilis tüzelőanyagok) visszafordíthatatlan kimerülése olyan probléma, amelyet a közgazdasági elmélet még nem oldott meg. A fosszilis tüzelőanyagok alapja a napenergia, amely évmilliók során tárolódott. Mivel ezek a tartalékok kimerülnek, az ipari-fosszilis energiarendszer nem lehet állandó rendszer, hanem inkább egy „átmeneti jelenség”.
Edward Anthony Wrigley angol gazdaságtörténész szerint az emberiség ezért olyan fázisban van, amelyben új megoldásokat kell találni. A fosszilis tüzelőanyagokhoz való hozzáférés három kontinens számára példátlan jólétet hozott, két másik kontinensen pedig gyors változáson megy keresztül. Mivel ezek fogyasztási javak, ki fognak merülni. Bár a szén-, kőolaj- és földgázkészletek nagysága sok kutatás tárgya és egyelőre még nem világos, nem valószínű, hogy két-három generációnál tovább kitartanak a jövőbeli energiaszükségletek kielégítésére, különösen, ha azok tovább nőnek. A fosszilis tüzelőanyagoktól való további függés tehát katasztrófához vezetne.
A fosszilis tüzelőanyagok véges volta szorosan összefügg a hosszú távú energiabiztonsággal is, mivel a fosszilis tüzelőanyagokat egyre nehezebb megtalálni és kitermelni, és az áraik emelkednek. Az energiaellátás bizonytalansága és a fosszilis tüzelőanyagok árának emelkedő tendenciája az országok politikai és gazdasági stabilitására nézve komoly fenyegetést jelent. Történelmileg különösen az OPEC-államok mutatták meg az olajválság idején, hogy az energiaforrásokkal politikai hatalmi eszközként is vissza lehet élni; ma különösen Oroszországot tekintik olyan államnak, amely geopolitikai célokra visszaélhet a fosszilis energiaszektorban meglévő piaci erejével. Gazdasági, politikai és geopolitikai okokból az EU ezért nagyobb függetlenségre törekszik a fosszilis energiahordozók és az urán exportőreitől.
A Szövetségi Földtudományi és Természeti Erőforrás Intézet szerint például Németország nettó importfüggősége 2013-ban az atomenergia esetében közel 100%-os, az ásványolaj esetében 98%-os, a földgázok esetében 88%-os, a kőszén esetében pedig 87,0%-os volt. Ezen energiaimport költségei összesen 99,4 milliárd eurót tettek ki, ami a teljes nyersanyagimport költségének mintegy 70%-át teszi ki. Oroszország a kőolajimport 34,8%-át, a földgázimport 34,1%-át és a kőszénimport 24,8%-át szállította. 2015-ben a megújuló energiaforrások voltak a legfontosabb hazai energiaforrások, a hazai primerenergia-termelés 40,9%-os részesedésével, megelőzve a lignitet 39,4%-os részesedéssel és messze megelőzve a földgázt 6,6%-kal. Összességében Németország évente kb. 2800 TWh fosszilis tüzelőanyagot importál, amelyre kb. 90 milliárd eurót kell költeni. A 2000-2013 közötti időszakban Németország nettó 833 milliárd eurót költött energiaimportra; az EU tagállamai évente mintegy 350 milliárd euró értékben importálnak energiahordozókat.

### Az atomenergia problematikája
A tudomány jelenlegi állása szerint csak a megújuló energiák vagy az atomenergia, beleértve a magfúziót is, képes hosszú távon kielégíteni az emberiség energiaszükségletét. Az atomenergia esetében azonban figyelembe kell venni, hogy jelenleg sem magfúziós erőművek, sem tenyésztőreaktorok nem állnak rendelkezésre. A tenyésztőreaktorok irányítása technikailag nagyon bonyolult; a BN-600 kivételével, amely még mindig üzemel, az összes eddig megépített tenyésztőreaktort műszaki balesetek következtében leszerelték. A kereskedelmi célú fúziós atomerőművek viszont várhatóan 2050 előtt nem lesznek üzemképesek, ami túl késő lenne a jelenlegi problémák (különösen a globális felmelegedés) megoldásához.
Az atomenergia-termeléshez kapcsolódik a kiégett hasadóanyagok végleges tárolásának kérdése és az atomerőművekben bekövetkező balesetek esetén, a lakosságot fenyegető kockázat, míg a magfúzió hasznosításának esélyei mind műszaki, mind gazdasági szempontból megkérdőjelezhetőek (magas villamosenergia-termelési költségek). 
Az atomenergiától való elfordulással annak kockázatai is kiküszöbölhetők lennének. Ezek közé tartozik például az uránércek bányászatának környezeti hatása, a radioaktív hulladékok szállítása és (végleges) tárolása, valamint a radioaktív anyagok ellenőrizetlen kibocsátásával járó leolvadások kockázata, mint például a csernobili és a fukusimai reaktorkatasztrófa. Emellett az atomenergiát számos jelentős bizonytalanság, megoldatlan probléma és veszély jellemzi az egészségügy, a környezetkímélés, a fenntarthatóság, a társadalmi stabilitás és a nemzetközi kapcsolatok tekintetében. Ezért a kutatások állása szerint közép- és hosszú távon „új koncepciókat kell találni a biztonságos és fenntartható energiaellátáshoz”.
A globális energiakereslet növekedése és az atomenergia egyidejű stagnálása miatt annak részesedése a globális energiatermelésben évről évre csökken. Az 1970-es és 1980-as évek erőteljes növekedése után, amely 1990-ben 330 GW-os összteljesítményt eredményezett, az atomenergia globális teljesítménye 1990 óta csak lassan, 2010-ben 376 GW-ra nőtt, miközben a villamosenergia-termelésben való részesedése az 1993-as 18%-ról 2009-re 13,5%-ra csökkent.
A fukusimai katasztrófát követő politikai változások több országban a villamosenergia-termelés visszaeséséhez vezettek. 2013-ban az atomenergia 2359 TWh elektromos energiát szolgáltatott, ami a globális villamosenergia-szükséglet 10,8%-a volt. Az atomerőművek 2008-ban még 2731 TWh-t szolgáltattak világszerte, ami a globális villamosenergia-igény 14%-át fedezte. A globális végső energiafogyasztáson belül a nukleáris energia részesedése viszonylag alacsony, 2008-ban 2,3% volt. Az alacsony növekedés oka a növekvő költségek, az energiatakarékossági intézkedések, a korlátozott üzemanyag-kínálat, a Three Mile Island-i és a csernobili baleset, a környezetvédelmi mozgalmak kritikája, a nukleáris anyagok elterjedéséből és a terrorizmusból eredő kockázatok, a régi atomerőművek leszereléséből eredő műszaki és gazdasági kockázatok, és mindenekelőtt a több tízezer-százezer éves végleges tárolás még mindig megoldatlan kérdése.
A viszonylag alacsony szén-dioxid-kibocsátása miatt az atomenergiát a támogatók az éghajlatváltozás elleni küzdelem eszközeként propagálják, míg az ellenzők a fent említett kockázatok miatt elutasítják. Az atomerőművek szén-dioxid-kibocsátása 9-70 g CO2/kWh-val magasabb, mint a szélerőműveké, a naphő- és a vízerőműveké, de hasonló szinten van, mint a fotovoltaikus rendszereké, és jelentősen alacsonyabb, mint az összes fosszilis tüzelőanyaggal működő erőműé, beleértve a CO2-leválasztással és -tárolással működő szénerőműveket is. Amerikai klímatudósok 2019-es elemzése arra a következtetésre jutott, hogy Németország az atomenergia megtartásával 2050-ig még mindig 1100 megatonna CO2-kibocsátást és 16 000 légszennyezéssel összefüggő halálesetet tudna elkerülni. Abban a hipotetikus feltételezésben, hogy az energiarendszer szén-dioxid-mentesítéséhez 2030-ra a Föld teljes várható energiaigényét atomenergiából fedeznék, világszerte mintegy 15 800, egyenként 850 MW kapacitású reaktort kellene építeni. Ha viszont a világ energiaszükségletének csak 5%-át kellene atomenergiából fedezni, akkor a reaktorok számát 2010-hez képest meg kellene duplázni.
A fukusimai katasztrófát követően több ország felgyorsította a legrégebbi atomerőművei leállítását, míg mások felülvizsgálták a meglévő bővítési terveket. Az Energy and Environmental Science című folyóiratban 2011-ben megjelent áttekintés arra a következtetésre jutott, hogy a nagy tőkeigény, a hosszú építési idő és a számos országban tapasztalható nukleáris ellenes hangulat miatt nem valószínű, hogy az atomenergia jelentősen hozzájárulhatna az éghajlatvédelemhez.
Egy fontos érv
Ezzel szemben azonban 2020-ban a UNECE 13 országa kifejezetten hangsúlyozta, hogy az atomenergia fontos szerepet fog játszani a kibocsátás csökkentésében. Az ENSZ Európai Gazdasági Bizottsága (United Nations Economic Commission for Europe, UNECE), az ENSZ Gazdasági és Szociális Tanácsának hatáskörébe tartozó öt regionális bizottság egyike. Azért hozták létre, hogy előmozdítsa a tagállamok közötti gazdasági együttműködést és integrációt.)

## Az átmenet vázlata
Tisztán technikai szempontból a teljes globális energetikai átállás 2030 körül lehetséges lenne. Gyakorlati, gazdasági és politikai okokból azonban hosszabb időre van szükség, és a 2050-ig történő megvalósítás lehetségesnek tekinthető. Ebben az esetben a fosszilis és nukleáris energiaforrások bővítését 2030-ig le kell állítani, majd 2050-ig fokozatosan át kell térni a megújuló energiarendszerre. A fő érv a gyors energetikai átállás e forgatókönyve ellen, amelyet óriási kihívásként írnak le, az a politikai akarat hiánya, amely valóban el akarja érni ezt a célt.
Az energetikai átállás konkrét kialakítása azonban még mindig ellentmondásos. A központi kérdések itt a következők:
- 	Milyen hagyományos energiákat kell használni a teljes regeneratív ellátás eléréséig?
- 	Mely megújuló energiaforrásokra kell összpontosítani, és hogyan egészíthetik ki egymást az egyes technológiák?
- 	Mekkora a tárolási igény? (A kiválasztott megújuló technológiák kiválasztásától is függ).
- 	Decentralizált vagy centralizált legyen az energiaátállás?
- 	Milyen politikai koncepciók a meghatározóak az energiaátmenet megvalósítása szempontjából? Helyi, nemzeti vagy nemzetközi legyen a hangsúly?
- 	Melyek azok a szereplők, akik az energetikai átmenetet előmozdíthatják és felgyorsíthatják? Mely szereplők érdekeltek a folyamat lassításában?
- 	Mi a szerepe a hagyományos energiaágazatban működő vállalatoknak?
- 	Megvalósítható-e az energetikai átállás elég gyorsan ahhoz, hogy a hagyományos energiarendszer küszöbön álló problémáit időben le lehessen küzdeni? 
- 	Hogyan lehet felgyorsítani a fenntartható energiaellátás felé vezető fejlődést?

#### Kulcsfontosságú alkotórészek
Az energetikai átmenet központi elemei a megújuló energiák elterjesztése, az energiahatékonyság növelése és a szükségtelen fogyasztás csökkentése. A cél így a gazdaság átalakítása, amely a 2010-es évek közepéig túlnyomórészt a fosszilis tüzelőanyagok elégetésén alapult. Ezért az energiaátmenet kulcsfontosságú elemei, az atomerőművek kivezetése mellett a szén-, valamint az olaj- és gáztüzelés fokozatos megszüntetése a gazdaság szén-dioxid-mentesítésének céljából. A megújuló energiák – különösen a víz- és szélenergia, de egyre inkább a napenergia – elterjedése már világszerte jelentős mértékben növekedett. Az energiaátmenet eddig elhanyagolt szempontjai az energiahatékonyság és az energiatakarékosság növelése 
Technológiai szempontból az energetikai átállás megvalósításához különböző kulcsfontosságú technológiákra van szükség. Ezek közé tartozik mindenekelőtt a szél- és napenergia a villamosenergia-ágazatban, az elektromos autók a közlekedési ágazatban és az energiatakarékosság, a hőszivattyús fűtés, a táv- és helyi fűtési rendszerek, valamint a nagyméretű hőtároló rendszerek a fűtési ágazatban. További fontos technológiák közé tartozik a biomassza gázzá alakítása, valamint a szén-dioxid leválasztására és hasznosítására, a víz elektrolízisére és az elektroüzemanyagok előállítására és tárolására szolgáló üzemek.

##### Megújuló energiák
A megújuló energiák olyan energiaforrások, amelyek emberi időtávokat tekintve gyakorlatilag kimeríthetetlenek. Emellett a megújuló energiákból nyert másodlagos energiaforrásokat, mint például a villamos energiát, a hőt és az üzemanyagot gyakran pontatlanul megújuló energiáknak nevezik. Az energiaforrások közé tartozik a napenergia, beleértve annak közvetett formáit is, mint például a szélenergia, a geotermikus energia, az áram- és árapályenergia.
Hasznosításuk fontos technológiái a fotovoltaikus rendszerek és napkollektorok, a szélturbinák, a vízerőművek, valamint a bioenergia és a geotermikus energia hasznosítására szolgáló rendszerek. A szél- és a napenergiát tekintik a legfontosabb energiaforrásoknak egy nagyrészt vagy teljesen megújuló energiarendszerben. Az egyéb megújuló energiaforrások, mint a vízenergia és a geotermikus energia csak néhány országban játszhatnak meghatározó szerepet, ahol a hely adottságai különösen alkalmasak.
A hagyományos energiaforrások szűkössége és a kibocsátásuk okozta környezeti problémák miatt világszerte erőfeszítéseket tesznek a megújuló energiaforrások részarányának növelésére az energiamixben]. A megújuló energiáknak lényegesen alacsonyabb a fajlagos szennyezőanyag- és üvegházhatású gázkibocsátásuk, mint a hagyományos erőműveknek. Például a szélerőművek átlagos szén-dioxid-egyenértéke kilowattóránként 9,4 g CO2, a vízerőműveké 11,6 g CO2, a fotovoltaikus erőműveké 29,2 g CO2, a naphőerőműveké 30,9 g CO2, a geotermikus erőműveké 33,6 g CO2, míg a kombinált ciklusú gázturbinás erőműveké 350-400 g CO2, a kőszéntüzelésű erőműveké pedig 750-1050 g CO2 kWh-ként. Francesco Asdrubali,
A megújuló energiaforrásokra vonatkozó kibocsátási értékekkel kapcsolatban figyelembe kell venni, hogy ezek a jelenlegi értékek a jelenlegi energiamixet tükrözik. Az energetikai átállás előrehaladtával azonban a kibocsátás automatikusan csökkenni fog, mivel annak legnagyobb részét a fosszilis tüzelésű az erőművek áramtermelése okozza. 2015-ben a megújuló energiák a globális végső energiaigény 19,3%-át fedezték. A villamosenergia-ágazatban a megújuló energiák 2016-ban a világszerte termelt villamos energia 24,5%-át szolgáltatták. Világszerte legalább 176 országban vannak bővítési célok a megújuló energiákra vonatkozóan, és ezen országok nagy részében különböző támogatási intézkedések is léteznek a megújuló energiák használatának előmozdítására.

##### Energiahatékonyság
Az energiahatékonyság az energia racionálisabb felhasználását jelenti. Az optimalizált folyamatok célja, hogy minimalizálják az energia átalakítása, szállítása és tárolása során fellépő mennyiségi és minőségi veszteségeket annak érdekében, hogy egy adott energetikai hasznot csökkentett primér vagy végső energiafogyasztással érjenek el. A műszaki fejlesztések eredményeként a hatékonyabb készülékek tehát energiát takarítanak meg az azonos élettartamú és használatú kevésbé hatékony készülékekhez képest. A hatékonyság növelése például a háztartási készülékek és (autó)motorok hatékonyságának javításával, jobb erőművi technológiával vagy a házak jobb hőszigetelése révén lehetséges. A világításban is nagyon könnyen lehet energiát megtakarítani hatékony lámpák használatával. Míg a hagyományos izzók hatásfoka csupán 2,2% körüli (15 lumen/watt), addig a kompakt fénycsövek 70 lumen/watt körüli hatásfokot érnek el. A 100 lumen/wattos LED-fényforrások még gazdaságosabbak, ráadásul higanymentesek, és nagyon hosszú, akár 50 000-100 000 órás élettartammal rendelkeznek.
A hatékonyság növelésében nagy lehetőségek rejlenek, különösen az épületek fűtési igényei tekintetében. Az épületek felelősek a világ primérenergia-fogyasztásának mintegy 40%-áért, és a szén-dioxid-kibocsátás mintegy harmadát okozzák. A közép-európai országokban, például Németországban a fűtés a magánháztartások teljes energiafogyasztásának mintegy 80%-át teszi ki; 12%-ot használnak ivóvíz melegítésére és 8%-ot elektromos energiára.
Feltételezhető, hogy az épületek felújítási arányának növelésével a fűtés okozta energiafogyasztás körülbelül 30 éven belül a felére csökkenthető. A jelenlegi évi 1,4%-os európai felújítási arány mellett az épületek energiafogyasztása 2005 és 2050 között mintegy 40%-kal csökkenne. A 2%-ra történő emelés 74%-os energiamegtakarítást tenne lehetővé. Németországban a meglévő épületek mintegy 90%-a rosszul szigetelt. Különösen nagy megtakarítás érhető el az új épületek esetében, ahol az alacsony energiaigényű házak vagy passzívházak szabványai a jelenlegi épületállományhoz képest nagymértékű energiamegtakarítást tesznek lehetővé. A passzívházak átlagosan csak a meglévő épületek energiaigényének mintegy 5%-át igénylik. A legjobb passzívházak évi 10-15 kWh/négyzetméter fogyasztási értéket érnek el, míg a meglévő épületállomány átlagosan 220 kWh/négyzetméter/év. Az alacsony energiafogyasztású épületek valahol a kettő között helyezkednek el, évi 70 kWh/négyzetméteres fogyasztással.
.
A pluszenergiás (energiát termelő) házak viszont évente több energiát állítanak elő, mint amennyit ugyanebben az időszakban elfogyasztanak (például nagyon jó szigeteléssel és fotovoltaikus rendszer telepítésével). Azt, hogy az energiaszükséglet négyzetméterenként és évente mekkora lehet, az úgynevezett energiaszabvány határozza meg.
Az energiahatékonysági intézkedések végrehajtása után gyakran jelentkezik az úgynevezett rebound-hatás (visszahatás), azaz a technológia fokozott használata, amely csökkenti vagy akár meg is semmisíti a hatékonysági intézkedések energiamegtakarító hatását. A szakirodalom feltételezi, hogy ez a rebound-hatás átlagosan 10%-kal csökkenti a hatékonysági intézkedésből eredő energiamegtakarítást, bár az egyes tanulmányok adatai 0 és 30% között változnak.

##### Energiamegtakarítás
Míg az energiahatékonysági intézkedések általában beruházást igényelnek, az energiamegtakarítás vagy energiafogyasztás elkerülése olyan intézkedésekre utal, amelyek egyéni viselkedésbeli változásokon keresztül valósulnak meg, és ezért azonnal, költségek nélkül megvalósíthatók. Ide tartozik például a nem létfontosságú funkciók, például a háztartási készülékek készenléti funkciójának mellőzése. Energiatakarékosság érhető el például a szobahőmérséklet csökkentésével, a gépkocsihasználat csökkentésével, különösen a rövid utak esetében, energiatakarékos vezetési stílussal vagy alacsonyabb üzemanyag-fogyasztású járművekkel (például a 100 kilométeren háromliter üzemanyagot fogyasztó gépkocsi használata 15 literes fogyasztású terepjáró helyett) vagy a fűtés és a világítás meggondolt használatával.
További hatékony intézkedések közé tartozik az idő- és igényalapú fűtés, hogy csak a ténylegesen használt helyiségeket fűtsék, valamint a hatékony szellőztetés (azaz a folyamatos szellőztetés helyett a lökésszerű szellőztetés). Ezenkívül a helyiség hőmérsékletének 1 °C-kal való csökkentése a fűtési energia mintegy 5%-át takaríthatja meg. A magatartási intézkedéseken kívül szervezési intézkedésekkel is lehet energiamegtakarítást elérni.
Ezek közé tartozik a berendezések és járművek (jobb) karbantartása, például a motorbeállítások és a guminyomás optimalizálása, az aerodinamikai légellenállást növelő gépjárműre szerelt kiegészítők, például a tetőcsomagtartók elhagyása, a súlycsökkentés érdekében a nem szükséges áruk eltávolítása a járművekből, valamint a közúti közlekedés helyett a vasúti és tömegközlekedés nagyobb mértékű használata.
A konkrét használati szokások nagyon nagy hatással lehetnek egy adott eszköz energiafogyasztására. Az épületágazatban például két azonos ház energiafogyasztása a lakók viselkedésétől függően körülbelül 35%-kal tér el az átlagértéktől, még akkor is, ha azonos építésű házakról van szó. A tudatos viselkedés tehát jelentősen csökkentheti egy ház energiafogyasztását, míg az olyan kedvezőtlen lépések, mint a helytelen szellőztetés, a fogyasztás jelentős növekedését okozhatják.

##### A szektorok összekötése energiarendszerek villamosítása
Az ökológiailag fenntartható és megfizethető energiarendszerhez szükségesnek tartják az ágazatok erősebb összekapcsolásából származó szinergiahatásokat, azaz a fűtési és a közlekedési ágazat széles körű villamosítását is, mivel a legfontosabb megújuló energiát hasznosító technológiák, a nap- és szélenergia elsősorban villamos energiát szolgáltatnak, amely a villamosenergia-hálózatokon keresztül nagyon könnyen elosztható. Ugyanakkor a szektorok összekapcsolása a fosszilis energiarendszerekhez képest nagy energiamegtakarítási potenciált kínál, bár a ténylegesen elért hatások nagyban függnek e villamosítás helyes kialakításától. A hőszivattyús fűtési rendszerek például hatékonyabbak, mint az elektromos ellenállásfűtési rendszerek. Az energiatakarékosság mellett a fűtési és a közlekedési szektor villamosítása környezetvédelmi és egészségügyi szempontból is előnyös, mivel a hőszivattyús fűtési rendszerek és az elektromos járművek nem bocsátanak ki kipufogógázokat, így a felhasználás helyén nem keletkeznek szennyező anyagok, például korom, részecskék vagy nitrogén-oxidok. Az elektromos járművek tehát hozzájárulhatnak a közlekedés környezeti és egészségügyi hatásainak csökkentéséhez, ugyanakkor javíthatják a levegőminőséget, különösen, ha zöldáramot használnak.
A kapcsolt hő- és villamosenergia-termelés fokozottabb használata a villamosenergia- és a fűtési ágazat nagyobb mértékű integrációjához is vezet. E megnövekedett kereslet eredményeként a jövőbeli energiarendszerben a villamosenergia-fogyasztás várhatóan magasabb lesz, mint ma, míg a primerenergia-igény csökkenne a megújuló energiaforrások használata és a villamosenergia-termelés energiahatékonyságának ebből eredő növekedése miatt. Jacobson és Delucchi rámutat arra, hogy egy teljesen megújuló energiarendszerben a közlekedési ágazatban a belső égésű motorokról az elektromos motorokra való áttérés nagyon egyértelmű hatékonysági előnyökkel járna, míg a hidrogénnek a felesleges villamos energiával történő előállítása a jelenlegi helyzethez képest további veszteségeket eredményezne. Összességében arra a következtetésre jutnak, hogy egy megújuló energiarendszerben az energiafogyasztás 30%-át lehetne megtakarítani a hagyományos energiarendszerhez képest.
Mathiesen ls szerzőtársai három különböző, Dániára vonatkozó energetikai átállási forgatókönyvben kiszámította, hogy a primerenergia-szükséglet minden esetben nagyjából a felére csökkenne a nagyrészt fosszilis alapú referencia-forgatókönyvhöz képest.

###### Fűtés és hűtés
A fűtési ágazatban a távfűtési rendszerek és a hőszivattyús fűtési rendszerek számítanak a legígéretesebb fűtési lehetőségnek.
Hőszivattyúk
A piacon jelenleg elérhető egyedi technológiák közül a hőszivattyús fűtés tekinthető annak, amely potenciálisan a legnagyobb mértékben hozzájárulhat az üvegházhatású gázok globális csökkentéséhez. A Nemzetközi Energiaügynökség feltételezi, hogy önmagában a hőszivattyúk használata évente 8%-kal csökkenthetné az üvegházhatású gázok globális kibocsátását, ha az épületek 30%-át hőszivattyúkkal fűtenék a fosszilis tüzelésű fűtési rendszerek helyett.
A fenntarthatóság szempontjából a hőszivattyús fűtési rendszerek messze a legjobb fűtési rendszerek. A hőszivattyús fűtési rendszerek nagy lehetőségeket kínálnak a fűtési ágazat hatékonyságának növelésére, de ezt csak akkor lehet teljes mértékben kihasználni, ha a működésükhöz szükséges elektromos energiát megújuló energiaforrásokból nyerik. Emellett sokkal hatékonyabbak, mint a közvetlen elektromos fűtésen alapuló rendszerek, például az egyszerűbb, de szintén olcsóbb elektróda kazánok.
A geotermikus hőszivattyúk nagymértékű elterjedésével és az energiaellátás párhuzamos szén-dioxid-mentesítésével 2050-re a gázfűtési rendszerekhez képest a primerenergia mintegy 60%-át és az üvegházhatású gázok kibocsátásának 90%-át lehetne megtakarítani az EU-ban. Ugyanakkor a hőszivattyúk javíthatják a változó megújuló energiaforrások energiaellátási rendszerbe való integrációját azáltal, hogy az átmeneti villamosenergia-többletet hőenergiaként tárolják.
Erre a célra mind a hőszivattyús fűtési rendszerbe integrált hőtárolók, mind maga a fűtött épület felhasználható. A Power-to-X koncepciók közül a jövőbeni zöldáram-többlet hőszivattyúk működtetésére történő felhasználása (Power-to-Heat) rendelkezik a legnagyobb környezeti előnyökkel az üvegházhatású gázok csökkentése és a fosszilis tüzelőanyagok megtakarítása szempontjából. Ugyanakkor a villamosenergia- és a fűtési ágazat összekapcsolása különösen ígéretesnek tekinthető, mivel az energiaátalakítás és a hőtárolás viszonylag alacsony költséggel lehetséges.
Meg kell jegyezni, hogy a hőszivattyúk energiahatékonysága jelentősen eltérhet az alkalmazott technológiától függően. A levegő-víz hőszivattyúk, amelyek a fűtési energiát a környezeti hőmérsékletből nyerik, rendelkeznek a legalacsonyabb teljesítménytényezőkkel, különösen hideg külső hőmérsékleten, és ezért alacsonyabb szezonális teljesítménytényezőket is elérnek, mint a más hőforrásokkal működő hőszivattyúk. Ezzel szemben a geotermikus hőszivattyúk a külső hőmérséklettől függetlenül működnek, és 3-5 közötti éves teljesítménytényezőt érhetnek el, azaz 3-5 kWh hőmennyiséget biztosítanak egy kWh elektromos energia felhasználásával; a szakirodalomban említett legmagasabb érték 5,2-5,9. A geotermikus hőszivattyúk hatékonysága növelhető a termikus napkollektorokkal való összekapcsolással is.
Az elektromos épületfűtési rendszerek, mint például az éjszakai tárolós fűtőtestek vagy a radiátorok, amelyekben a villamos energiát fűtőellenállások segítségével közvetlenül hővé alakítják át, nem alkalmasak az energiaátmenetre, mivel nem hatékonyak. Ezek a fűtési rendszerek lényegesen több primerenergiát fogyasztanak, mint a fosszilis tüzelésű épületfűtési rendszerek. Ha például egy ilyen fűtési rendszer működtetéséhez szükséges elektromos energia egy széntüzelésű erőműből származik, akkor a primerenergia-fogyasztás 2,4-szerese a hagyományos fosszilis tüzelésű fűtési rendszerének. Ha a villamos energiát teljes egészében megújuló forrásokból, például vízerőművekből állítják elő, a primerenergia-fogyasztás megegyezik a fosszilis tüzelésű fűtési rendszerekével, de a hőszivattyús fűtési rendszerekéhez képest is jelentősen magasabb.
Fenntartható távfűtési rendszerek
A távhőellátás szintén a megújuló energiarendszer fontos pillérének tekinthető, különösen a sűrűn lakott városi régiókban. Itt különös hangsúlyt kapnak a negyedik generációs távfűtési rendszerek, amelyeket kifejezetten a megújuló energiarendszer követelményeinek megfelelően terveztek. E rendszerek hőforrásaként olyan megújuló energiaforrások szolgálnak, mint a geotermikus energia, a napenergia (pl. napkollektoros távfűtés formájában) vagy az ipari folyamatokból származó, korábban kihasználatlan hulladékhő. A (biomasszával működő) kapcsolt hőerőművek mellett a nagyméretű hőszivattyúk is fontos szerepet játszanak majd, ami szoros összekapcsolódást eredményez a villamosenergia-ágazattal. A villamos energiát és hőt szolgáltató kapcsolt-erőművek, hőszivattyúk és hőtároló rendszerek kombinálásával a 4. generációs távfűtési rendszereknek nagyfokú rugalmasságot kell nyújtaniuk a változó megújuló energiaforrások, például a szélenergia és a napenergia nagy arányú felhasználásával működő energiarendszerek számára, és így kompenzálniuk kell az ingadozó energiaellátást; például a hőszivattyúk működtetésével, amikor többlet zöldáram áll rendelkezésre, vagy alternatívaként a kapcsolt hőerőművek (CHP) működtetésével, amikor a zöldáram-termelés nem fedezi a keresletet.
A kapcsolt hő- és villamosenergia-termelő erőművek (CHP) és más kapcsolt energiatermelő erőművek hőszivattyúkkal és hőtárolóval való kombinációja különösen kedvezőnek tekinthető a megújuló energiaforrások nagy arányú és nagyon magas összhatásfokú integrálásához. Egy ilyen rendszerben a hőszivattyúk fedeznék a hőigényt a szél- és/vagy napenergiából származó magas villamosenergia-termelés idején, és ezzel egyidejűleg hasznosítanák a felesleges villamos energiát, miközben a CHP-egységek kikapcsolva maradhatnának. Amikor viszont a megújuló energiaforrásokból származó villamosenergia-termelés alacsony, a CHP-egységek mind villamos energiát, mind hőt szolgáltatnának. A hőtároló egységek integrálása egy ilyen rendszerbe lehetővé tenné a villamosenergia- és a hőtermelés egymástól való függetlenítését is, minimalizálva a CHP-egységekből származó, átmenetileg nem szükséges hő okozta veszteségeket. A hőszivattyúk távfűtési rendszerekben való alkalmazása a távfűtési hálózatok energiahatékonyságának növelésére és az éghajlatvédelmi célok elérésére az egyik legígéretesebb módszernek számít, nem utolsósorban azért, mert a hőszivattyúk zöldáram felhasználásával kibocsátásmentesen működnek. Ugyanakkor a nagyméretű hőszivattyúk lehetővé teszik a rendelkezésre álló alacsony hőmérsékletű források, például a környezeti hő vagy az ipari hulladékhő nagy mennyiségű felhasználását fűtési célokra. Alternatívaként az alacsony hőmérsékletű hulladékhő közvetlenül a hideg helyi fűtési hálózatokba is betáplálható.

#### Közlekedés
Mivel az energetikai átállás nem lehetséges a közlekedési ágazat szerkezetátalakítása nélkül, a közlekedési átállás fontos szerepet játszik az energetikai átállás sikerében. Ezért fontos szerepet játszik az elektromobilitás kiterjesztése elektromos autók, elektromos kerékpárok, elektromos teherautók formájában, valamint a helyi tömegközlekedés bővítése és átalakítása, például akkumulátoros buszokkal. Feltételezhető, hogy egy jövőbeli megújuló energiarendszerben a tárolt villamos energia lesz a leghatékonyabb üzemanyag a közlekedési ágazatban. Az elektromobilitás elterjedése elsősorban az olajfogyasztás és a széndioxid-kibocsátás csökkentését célozza, így a közlekedés összességében fenntarthatóbbá válik. Az elektromos járművek használata az eddig használt, alacsony hatásfokú belső égésű motorral hajtott járművekkel szemben jelentősen csökkentheti a közlekedési ágazat energiafogyasztását, de csak akkor, ha a villamos energiát megújuló energiaforrásokból állítják elő.
Annak ellenére, hogy az akkumulátorok előállítása nagyobb energiafogyasztást igényel, az elektromos autók a teljes életciklus elemzésénél mind az üzemanyag-fogyasztás, mind az üvegházhatású gázok kibocsátása tekintetében jobban teljesítenek, mint a belső égésű motorral hajtott járművek. Csak amikor az elektromos jármű működtetéséhez kizárólag széntüzelésű erőművekből származó villamos energiát használnak fel, és az akkumulátorokat is technológiailag kevésbé fejlett gyárban gyártják, csak akkor magasabb az elektromos autók üvegház kibocsátása, mint a belső égésű motorral hajtott járműveké. Ha azonban figyelembe vesszük a szennyezőanyag-kibocsátás stb. által okozott összes környezeti kárt, akkor az elektromos jármű környezeti mérlege kedvezőbb, mint a fosszilis tüzelésű járműveké, még akkor is, ha széntüzelésű villamos energiát használnak. A 2009-es átlagos európai villamosenergia-összetétel felhasználásával az akkumulátoros elektromos járművek 44-56%-kal, illetve 31-46%-kal kevesebb CO2-t bocsátanak ki, mint a belső égésű motorral hajtott járművek, attól függően, hogy milyen megközelítést alkalmaznak (egyszerűsített "well-to-wheel" elemzés vagy teljes életciklus-elemzés).
Azokon a területeken azonban, ahol a villamosítás nehezebben megvalósítható, sokkal hosszabb ideig lenne szükség vegyi üzemanyagokra. Ide tartozik például a légi közlekedés, a nehéz teherszállítás és a hajózás. A biomassza felhasználása mellett a korábban megújuló villamos energiából power-to-liquid vagy power-to-gas technológiákkal előállított szintetikus üzemanyagok, például metanol, dimetil-éter vagy metán felhasználása is szóba jöhet. Egy másik lehetőség az üzemanyagcellás járművek használata, amelyek azonban az eddig alkalmazott koncepciókban rosszabb energiamérleggel rendelkeznek, mint az akkumulátoros elektromos autók. Bár a megújuló elektrolízisből származó hidrogénnel működő üzemanyagcellás járművek energiaigénye alacsonyabb, mint a belső égésű motorral hajtott járműveké, ugyanakkor mintegy 130%-kal magasabb, mint az elektromos járműveké, vagyis több mint kétszer annyi energiát igényelnek, mint az elektromos autók.
Az elektromos vonatok fokozott használata az egyéni közlekedés helyett szintén növelheti a közlekedési ágazat energiahatékonyságát, és egyúttal előmozdíthatja a szükséges villamosítást. Ezért fontosak a magatartásbeli változások is, mint például a könnyebb és kevésbé motorizált autók vásárlása vagy a légi közlekedés csökkentése, új, lágyabb mobilitási koncepciók bevezetése és a villamosított helyi közlekedés, például akkumulátoros buszok vagy elektromos meghajtású vasúti közlekedés használata.
Emellett az elektromobilitás elterjedése rendszerszintű előnyöket kínál a villamosenergia-termelés számára. Az elektromos járművek többek között az intelligens hálózatok segítségével aktívan integrálhatók a villamosenergia-rendszerbe, és szerepet játszhatnak a szél- és fotovoltaikus rendszerekből származó ingadozó betáplálás kiegyenlítésében[240]. A rendszerszolgáltatások és a kiegyenlítő energia biztosításával az elektromos járművek lehetővé teszik e változó megújuló energiák nagyobb mértékű integrációját a villamosenergia-rendszerbe, ami javíthatja mind a villamosenergia-, mind a közlekedési ágazat üvegházhatásúgáz-mérlegét. Az elektromos autóknak a villamosenergia-rendszerbe való integrálása azonban valószínűleg nem teszi feleslegessé a további intézkedéseket (például a hálózatbővítést vagy az energiatárolási struktúra fejlesztését). környezetvédelmi szempontból a jövőbeni villamosenergia-többlet felhasználása az akkumulátoros elektromos járművek működtetésére a második legjobb környezeti mérleggel rendelkezik a hőszivattyúkban való felhasználás után, és még a villamosenergia-tárolás előtt.

## Az energiaátmenet szakaszai

##### Első szakasz: A megújuló energiák fejlődése
Az energetikai átmenet első szakaszában, amelynek végén a megújuló energiaforrások aránya a villamosenergia-mixben mintegy 25% lesz, a hangsúly az alaptechnológiák fejlesztésére és piaci bevezetésére helyeződik. Ezek közé tartoznak a megújuló energiaforrások, mint a napelemek és a szélerőművek. Ebben a szakaszban kapacitásbővítésüknek alig van hatása. Ezek közé tartoznak a megújuló energiák, mint például a fotovoltaikusok és a szélturbinák, amelyek kapacitásbővítése ebben a fázisban alig van hatással a villamosenergia-ellátó rendszerre. Emellett ebben a fázisban gyors költségcsökkentés érhető el a tömegtermelés és a méretgazdaságosságok révén. Németországban ez a fázis mára befejeződött.

##### Második szakasz: A rendszerek integrációja
Az energetikai átmenet második szakasza a megújuló energiaforrásoknak a villamosenergia-mixben való körülbelül 25%-os részarányával kezdődik, és körülbelül 60%-os részaránnyal zárul.
Ebben a szakaszban szükségessé válik a megújuló energiaforrások rendszerintegrációja. Ebben a fázisban a hagyományos villamosenergia-termelő erőművek rugalmasabb üzemeltetése, a villamosenergia-fogyasztás rugalmasabbá tétele intelligens hálózatokkal és terhelésszabályozási intézkedésekkel, valamint a fűtési és közlekedési rendszerek erősebb integrációja hőszivattyúk és elektromos járművek révén válik fontossá.
Az ellátás biztonságához szükséges terhelésáthelyezések percektől több óráig terjednek, így a rövid távú tárolás, például akkumulátortároló erőművek vagy szivattyús tárolóerőművek használata az elektromos járművekkel való puffereléssel kombinálva elegendő.

##### Harmadik szakasz: Szintetikus fűtőanyagok
A szintetikus üzemanyagok vízelektrolízis útján történő előállítása csak a változó megújuló energiaforrások 60-70%-os részarányától szükséges.
A harmadik fázis a megújuló energiák 60-70% körüli részarányánál kezdődik a villamosenergia-mixben, bár ennél későbbi kezdés is lehetséges, ha jelentős villamosenergia-importra kerül sor az észak-afrikai naphőerőművekből.
Ebben a fázisban a megújuló villamosenergia-termelésben egyre nagyobb többlet keletkezik, ami szükségessé teszi a hosszú távú kémiai tárolást. Lehetséges tárolási közegek például a hidrogén, a metán vagy a metanol, amelyet a víz elektrolízisével lehet előállítani a többlet zöldáramból, és szükség esetén ezt követően metanizálással vagy metanol előállításával.
Ezeket ahelyett, hogy a hatékonyság csökkenésével villamos energiává alakítanák vissza, célszerű lenne először a közlekedési ágazatban felhasználni, ahol közvetlenül helyettesítenék a fosszilis tüzelőanyagokat. Itt mind üzemanyagcellás járművek, mind gázüzemű járművek elképzelhetők, amelyek mesterséges metánnal, biometánnal, valamint fosszilis földgázzal is üzemelhetnek.

##### Negyedik szakasz: A teljesen megújulókra alapozott energiaellátás
A negyedik fázisban a fosszilis tüzelőanyagok (különösen a földgáz) végül teljesen kiszorulnak a fűtési és közlekedési szektorból. Németország esetében még nem látható előre, hogy ez a teljes kiváltás kizárólag hazai megújuló energiák révén történik-e majd, vagy pedig energiaimportra is sor kerül, például zöldáramból nyert szintetikus üzemanyagok révén.
Bár Németországban megvan a lehetőség arra, hogy teljes mértékben hazai megújuló energiákból fedezzék az energiaellátást, a részleges energiaimport csökkenti a tárolás szükségességét és növeli az energiabiztonságot.
Ebben a fázisban a megújuló energiarendszer egyes összetevőinek, azaz az egyes megújuló energiáknak, a hatékonysági intézkedéseknek, a tároló létesítményeknek stb. már nem a hagyományos energiákkal, hanem egymással kell versenyezniük. Ebben az összefüggésben az egyes technológiákat mind minőségileg, mind mennyiségileg jól össze kell hangolni egymással a leghatékonyabb energiaellátás érdekében.

#### A megújuló energiákra támaszkodó energiatermelők energiarendszerbe történő beintegrálása
A szélerőművek, a fotovoltaikus és – jóval kisebb mértékben – a vízerőművek villamosenergia-termelését az időjárási viszonyok határozzák meg, ezért ez ingadozó, és nem függ a kereslettől. Ezen túlmenően a napelemes rendszerek csak nappal képesek villamos energiát szolgáltatni, és jelentős szezonális ingadozásoknak vannak kitéve, noha a hőtárolós naphőerőművek elvileg éjszaka is képesek villamos energiát szolgáltatni. A szélerőművek termelése szintén az időjárás miatt erős ingadozásoknak van kitéve, de az éves ingadozás sokkal kisebb, és mind nappal, mind éjszaka képesek villamos energiát szolgáltatni. A szélenergia esetében a névleges teljesítmény 5-6%-nak megfelelő garantált teljesítmény várható.
Ezért az ellátás biztonságát más intézkedésekkel kell biztosítani, mint egy olyan energiarendszerben, ahol az alapterhelésre képes erőművek dominálnak. Mivel az ingadozó termelők szabályozásának nincs értelme, és ezért a termelési magatartásukba való beavatkozás gyakorlatilag semmilyen előnnyel nem jár, a termelésnek a kereslethez való igazítását az energiarendszer más elemeivel kell ellensúlyozni. Erre számos lehetőség van, amelyek külön-külön vagy együttesen is alkalmazhatók. Ezek közé tartozik például:
- Földrajzilag távoli régiókban lévő változó áramtermelők összekapcsolása a hálózat bővítésével;
- A különböző megújuló energiák kombinációja a betáplálás kiegyenlítése érdekében;
- A változó mennyiségű áramot előállító termelők kiegészítése alapterhelésre alkalmas erőművekkel (pl. biomassza vagy geotermikus erőművekkel);
- Intelligens hálózatok megvalósítása, hogy a keresletet a terhelésszabályozással az ingadozó termeléshez igazítsák;
- A villamosenergia-tároló rendszerek bővítése az energiarendszerben vagy közvetlenül a termelés helyén
- A hőtárolás alkalmazása a hőtermelésben (power-to-heat);
- A megújuló erőművek túlméretezése, kombinálva az ideiglenes többlettermelésből származó hidrogén előállításával;
- Az elektromos energia tárolása az elektromos járművekben;
- Az energiatermelés tervezése a nap- és szélenergia-előrejelzéseknek megfelelően.

A megújuló energiaforrások integrációja ezért elvileg két szakaszra osztható. A változó megújuló energiaforrások alacsony részaránya esetén a meglévő villamosenergia-rendszerbe való integrációjuk nem jelent problémát, mivel ingadozó teljesítményüket kezdetben a meglévő, alapterhelésre képes erőműparkkal ki lehet egyenlíteni. Csak a szél- és napenergia nagyobb részaránya esetén van szükség további intézkedésekre, például hálózatbővítésre vagy tároló erőművek építésére. Az alapelv itt az, hogy a nagyfeszültségű egyenáramú átviteli hálózat segítségével történő nagy távolságú átvitel általában gazdaságilag előnyösebb, mint a villamosenergia-tárolás, ezért ahol csak lehet, előnyben kell részesíteni.

##### Intézkedések

###### A hálózat kiépítése
A megújuló energiák elterjedése előtt a villamosenergia-hálózatot viszonylag kevés nagy hőerőmű működésére szabták. A villamos energiát nagy erőművi egységekben állították elő, 220 kV-ra vagy 380 kV-ra alakították át, a fogyasztási központokba extra nagyfeszültségű vezetékeken szállították, az alállomásokban nagyfeszültségre (110 kV) alakították át és regionálisan elosztották. A végfelhasználókhoz történő elosztás végül közép- és kisfeszültségi szinten történt, néhány esetben néhány nagy ipari fogyasztó esetében közvetlenül nagyfeszültségű vezetékeken keresztül is. A villamos energia szinte kizárólag a nagyfeszültségű szintekről áramlott az alacsonyabb feszültségű szintekre, ahol felhasználásra került. A megújuló energiák elterjedésével az alacsonyabb hálózati szintek, amelyeket korábban (majdnem) tisztán elosztóhálózatoknak terveztek, egyre inkább betápláló hálózatokká váltak. Ahhoz, hogy ezek a hálózatok továbbra is képesek legyenek a megnövekedett villamosenergia-áramlást feszültségemelkedés nélkül kezelni, helyi vagy regionális hálózati megerősítésekre vagy szabályozható transzformátorok telepítésére van szükség.
További hálózatbővítési igényeket különösen a szélenergia bővülése támaszt. A szélerőműparkok gyakran olyan régiókban épülnek, ahol eredetileg nem volt nagy a villamosenergia-igény, és az elosztóhálózatok ezért csak gyengére voltak méretezve, például Észak-Németország túlnyomórészt vidéki, tengerparti területein, távol a Ruhr-vidék és Dél-Németország fogyasztási központjaitól. Az ottani hálózatokat ennek megfelelően meg kell erősíteni, hogy képesek legyenek a növekvő szélenergia-betáplálás befogadására. Ugyanez vonatkozik az átviteli hálózatokra is, ahol a szélenergia terjedése mellett a villamosenergia-piac liberalizációjával már megcélzott európai villamosenergia-kereskedelem is bővítési igényt támaszt. E két szempont következtében a hálózatok olyan terhelésekkel szembesülnek, amelyekre eredetileg nem tervezték őket.
A regionális kiegyenlítő hatások, amelyek a szélenergia és kisebb mértékben a napenergia esetében jelentkeznek, fontos szerepet játszanak az energiaátalakítás részeként megvalósuló hálózatbővítésben. Egyetlen szélturbinával összehasonlítva egy szélerőműpark betáplálása már állandóbb; nagy kiegyenlítő hatások azonban csak akkor jelentkeznek, ha a különböző országok távolabbi, eltérő időjárási zónájú régióit kapcsolják össze. A hálózatbővítés tehát stabilizálhatja a megújuló energiák betáplálását, és ezáltal jelentősen csökkentheti a tárolási igényeket, valamint a szabályozási és kiegyenlítő energia szükségességét. Az európai összekapcsolt villamosenergia-hálózat tehát a régiók feletti kiegyenlítő hatások miatt egyszerűbb megújuló teljes ellátást tesz lehetővé, mint a tisztán nemzeti megközelítés, és kedvezőbb, mint egy olyan energiarendszer, amely nagymértékben alkalmazza a kisebb hatásfokú villamosenergia-tároló rendszereket.
Ez késleltetheti a drágább és veszteségesebb energiatárolás szükségességét, de ez nem helyettesíthető teljes mértékben a teljes ellátáshoz közeli, nagyon magas megújuló részesedések esetén. A még nagyobb kiegyenlítő hatások elérése érdekében néha még olyan globális villamosenergia-hálózatokat is javasolnak, amelyek nagyfeszültségű egyenáramú átviteli hálózati (HVDC)-technológiát használnak. Quaschning szerint 5000 kilométeres szállítási távolságok és 800 kV-os feszültség mellett 14%-nál kisebb veszteségek fordulnak elő ennél a fajta villamosenergia-átvitelnél. Maguknak a távvezetékeknek a beruházási költségei 0,5-1 cent /kWh-ra becsülhetők. Chatzivasileiadis és szerzőtársai 1000 kilométerenként 3%-os szállítási veszteséget állapítanak meg, ami azt jelenti, hogy még 6000 km-es átviteli távolság esetén is alacsonyabbak lennének a veszteségek a 2010-es évek eleji technológiával, mint a szivattyús vagy sűrített levegőtárolós erőművekben történő tárolás esetén.

###### A hálózati rendszerek rugalmassá tétele
Ahogy a villamosenergia-rendszerben növekszik a változó mennyiségű áramot előállító termelők aránya, fontos szerepet játszik a fogyasztás és a kereslet rugalmasabbá tétele, valamint a fűtési és a közlekedési ágazatnak a villamosenergia-rendszerbe való integrálása. Az energiarendszer rugalmasabbá tétele számos egyedi elemet foglal magában, így az átfogó, rendszerszintű megközelítés, azaz a teljes energiarendszer figyelembevétele több és jobb lehetőséget kínál, mint a egyoldalúan csak a villamosenergia-szektorra összpontosító intézkedések. A rugalmasabbá tétel lényegesen olcsóbb és technikailag hatékonyabb, mint a tároló erőművek bővítése, ezért elsőbbséget kell élveznie a tárolók építésével szemben. A rugalmasságot növelő egyedi intézkedések közé tartozik például az intelligens (okos) hálózatok fejlesztése, a villamosenergia-ágazat és az elektromos járművek kétoldali összekapcsolására szolgáló járműből-hálózatba (vehicle-to-grid) struktúrák bevezetése, valamint hőerőművek építése kapcsolt hő- és villamosenergia-termelő (power-to-heat) technológiával és hőtároló rendszerekkel a villamosenergia- és hőtermelés rugalmas és egymástól függetlenített felhasználására.
Egyre fontosabbá válik a keresletoldali integráció formájában megvalósuló terhelésszabályozás is, amely lehetővé teszi a kiegyenlítő energia biztosítását és a terhelés kedvezőbb időpontokra történő áthelyezését. A háztartási és kereskedelmi szektorban Németországban az ilyen intézkedések gyakorlatilag megvalósítható potenciálja a becslések szerint mintegy 8 GW, ami a maximális villamosenergia-igény 16%-a.
A hőtároló rendszerek tehát fontos szerepet játszanak az energiarendszer rugalmasabbá tételében. A hőtárolók különböző méretűek lehetnek, a kis decentralizált rendszerektől a nagy központi tárolókig, rövid távú és szezonális tárolóként is rendelkezésre állnak, és a kialakítástól függően képesek alacsony hőmérsékletű hőt tárolni és leadni helyiségek fűtésére, valamint magas hőmérsékletű hőt ipari alkalmazásokhoz; lehetőség van hideg tárolására is légkondicionálási vagy kereskedelmi célokra. Megkülönböztetünk érzékelhető hőtárolókat, látens hőtárolókat és termokémiai hőtárolókat.
A távfűtési hálózatokban különösen a nagy központi hőtároló rendszerek nagyon költséghatékonyak, és a power-to-heat és a (nagyméretű) hőszivattyúk révén lehetővé teszik mind a nagy mennyiségű szélenergia, mind a kapcsolt hő- és villamosenergia-termelő erőművek hatékony használatát, ami nagyon energiahatékony energiarendszert hozhat létre. Emellett az ilyen hőtároló rendszerek a legkorszerűbbek és nagy potenciállal rendelkeznek a terheléskezelésben, ugyanakkor sokkal olcsóbbak, mint más (elektromos) tárolórendszerek.
A lakossági fűtési igények kielégítésére a kőzetben lévő földalatti hőtárolás is szóba jöhet. Ennek során hőt (pl. nyáron a napenergiát vagy a megújuló energiaforrásokból származó többlet villamos energiát) használnak fel a kőzet fűtésére. A fűtési időszakban a tárolt hő közvetlenül vagy hőszivattyúk segítségével újra rendelkezésre áll. Ugyanígy tárolható a hideg is. Ilyen rendszert alkalmaznak például a kanadai Drake Landing Solar Community-ben.

#### Energiát tároló erőművek alkalmazása
A nyilvános vitában gyakran hangzik el az az álláspont, hogy a villamosenergia-tároló rendszerekre már a megújuló energiaforrások alacsony aránya esetén is szükség van. Ez a vélemény téves. A tudományos szakirodalom valójában abból indul ki, hogy csak attól kezdve van szükség az ágazati összekapcsolásra és energiatároló rendszerek használatára, amikortól a szél- és napenergia részaránya villamosenergia-mixben eléri évi 40-50%-ot.

##### A megújulókra támaszkodó energiarendszer működési módja
Míg a hagyományos energiarendszerben az energiatermelés folyamatosan igazodhat az energiaigényhez, és így egyensúlyt lehet teremteni a termelés és a fogyasztás között, addig a megújuló energiarendszerben a legfontosabb termelők, a szélenergia és a napenergia változékonysága miatt mind többlet, mind hiány is keletkezhet a villamosenergia-kereslethez képest. A teljes mértékben megújuló energiaellátás ezért más megközelítést igényel, hogy az ellátás biztonságát mindenkor garantálni lehessen.
A kombinált ciklusú erőművek könnyen szabályozhatók, és a földgáz mellett az erőművekből származó szintetikus metánnal is működtethetők. Egy teljesen megújuló energiarendszerben az ilyen erőműveket a kapcsolt energiatermelő egységekkel együtt kell használni az alacsony zöldáram-termelés hosszabb, rövid távú tárolással nem áthidalható szakaszaiban.
Télen, a nagy szélerőművi betáplálási időszakokban többletáram keletkezik. A fűtési energiát nagyrészt elektromos hőszivattyús fűtési rendszerek biztosítják. Hatékonysági okokból a többlet villamos energiát kezdetben a szivattyús és akkumulátortároló erőművekben tárolják, amelyek nagy hatékonyságúak. Amint ezek teljesen feltöltődnek, a többlettermelés áramgázüzemű erőművekbe kerül, amelyek elektrolízissel szintetikus tüzelőanyagokat állítanak elő. A további többletet a helyi és távfűtési hálózatokba táplálják be a power-to-heat segítségével. Az alacsony zöldáram-termelés időszakaiban, amikor a termelés önmagában nem képes fedezni a villamosenergia-igényt, először a rövid távú tárolókat (szivattyús tárolók és akkumulátorok) ürítik ki. Ha ezek kapacitása nem elegendő, további kapcsolt hő- és villamosenergia-termelő (CHP) erőműveket és kapcsolt energiatermelő egységeket használnak, amelyeket korábban megtermelt szél- vagy napenergiával táplálnak. Amikor a megújuló energiákból származó betáplálás ismét megnő, akkor először a rövid távú tároló létesítményeket töltik fel újra.
Tavasszal a magas napelemes betáplálás miatt a villamosenergia-termelés általában meghaladja a nappali keresletet, ami azt jelenti, hogy ebben az időszakban nincs szükség tárolt elektromos energiára. Ugyanakkor a fűtési igény napközben alacsony, így a téli időszakkal ellentétben az elektromos hőszivattyúkat nem, vagy csak korlátozott mértékben kell használni. A télihez hasonlóan a napközben keletkező többlettermelés először rövid távú tárolókban, majd power-to-gas erőművekben és hőtárolókban kerül tárolásra. Éjszaka elsősorban a kombinált ciklusú erőműveket és a megújuló gázzal működő kombinált ciklusú erőműveket és kapcsolt hő- és villamosenergia-termelő erőműveket használják a villamosenergia-igény fedezésére; emellett a rövid távú tárolókat is lemerítik, míg a hőtárolók az éjszakai magasabb hőigényt fedezik.
Nyáron napközben időnként igen nagy mennyiségű villamos energia többlet keletkezik, amelyet a rövid és hosszú távú tárolók töltésére használnak fel. Emellett az energia többlet hosszú távú hőtárolókba is áramlik, amelyeket télen a fűtési igények fedezésére használnak.

#### Decentralizált vagy centralizált energiaátmenet?
Elvileg az energiaátmenet elsődleges célja, a fosszilis és nukleáris tüzelőanyagoktól való függés nélküli fenntartható energiaellátás megvalósítása decentralizáltan és központilag egyaránt megvalósítható. A centralizált modellek és a decentralizált energiastruktúrák közötti egyértelmű megkülönböztetés nem is lehetséges, mivel a rendszerek közötti határok képlékenyek. Történelmileg az 1970-es és 1980-as években Dániában és Németországban az energetikai átmenet egy határozottan decentralizált koncepcióként indult, amelyet a hagyományos energiaiparral szemben tudatosan vittek előre, amelyet az ökológiai problémák okozójának tekintettek, és amely szinte kizárólag centralizált volt. Ezzel szemben Németországban a kis és decentralizált erőművek üzemeltetői, különösen a megújuló erőművek üzemeltetői az 1990-es évekig erős ellenállásba ütköztek az akkor még regionális monopóliumként működő hagyományos energiaszolgáltatók és a (gazdaság)politikai döntéshozók részéről.
Ennek eredményeképpen a megújuló erőművek bővítése, amelyet elsősorban magánszemélyek, polgári energiaszövetkezetek stb. hajtottak, jelentős változást eredményezett a villamosenergia-piacon és annak decentralizációjában, különösen mivel a négy nagy német energiaellátó vállalat csak korlátozott mértékben fektetett be megújuló energiákba. A technológia fejlődésével és a nagyobb projektekkel, különösen a szélenergia területén, amelyek szintén nagyobb beruházási összegeket igényelnek, azóta a decentralizált és a centralizált struktúrák nagyobb mértékű keveredése figyelhető meg. 2010-ben a beépített megújuló kapacitásból való részesedésük mindössze 6,5% volt.
Napjainkban a legtöbb koncepció a decentralizált és a centralizált struktúrák használatán alapul, és ahol csak lehetséges, mindkét energiatermelési forma előnyeit (például az alacsony költségeket, az alacsony tárolási igényt és a polgárok erőteljes részvételét) kombinálni kell. Továbbra is vitatott azonban, hogy a jövőbeli energiarendszer mennyire legyen centralizált vagy decentralizált, és hogy az optimális energiarendszer milyen mértékben legyen hálózatba kötve. Például a teljes decentralizációt, beleértve a regionális energia-önellátást is, irreálisnak tartják az ilyen megfontolások magas tárolási igényei miatt; a tisztán gazdaságilag és technikailag optimalizált forgatókönyvek viszont alábecsülik az energiaátalakítás társadalmi összetevőit és a pályafüggőségek kockázatát, különösen a jelenlegi piaci pozíciójukat védő energiaszolgáltatók erős befolyása miatt.
Robert Schlögl katalíziskutató úgy véli, hogy az energetikai átállás nem lesz sikeres, ha gyakran úgy értelmezik, hogy a fosszilis energiahordozókat használó erőműveket csupán megújuló energiaforrásokkal váltják fel, és ragaszkodnak a megújuló energiaforrások kizárólagos önellátásának és az ezzel kijelölt iránynak a feltételéhez. Az energetikai önellátásra való törekvés „képtelenség” lenne, „egyszerűen lehetetlen lenne már csak a lépték szempontjából is”. A közlekedési ágazatban az elektromos autók összességében jobb hatásfokkal rendelkeznek, de az akkumulátorok kapacitása a súlyukhoz képest még mindig nagyon kicsi, élettartamuk nagyon korlátozott és drágák. Robert Schlögl ezért a Desertec koncepció alapján szintetikus üzemanyagok előállítását javasolja a napfényben gazdag országokban és azok importját.

##### Decentralizált alkotóelemek
A fosszilis tüzelőanyagokkal ellentétben, amelyek csak szelektíven állnak rendelkezésre a bányavidékeken és a kitermelési helyszíneken, a megújuló energiák általában az egész országban elterjedtek, és ezért szinte mindenhol decentralizált módon felhasználhatók. Különösen a biomassza-erőművek esetében a decentralizált tüzelőberendezések, például a fűtőművek és a kapcsolt hő- és villamosenergia-termelő erőművek környezetvédelmi előnyöket kínálnak a központi felhasználással szemben, mivel az olyan tüzelőanyagokat, mint a fa és a szalma, nem kell nagy távolságokra szállítani.
Az ilyen erőművek a kapcsolt hő- és villamosenergia-termelés révén jobban ki tudják használni a tüzelőanyagot, mint a nagy erőművek, amelyek gyakran a fogyasztási központokon kívül helyezkednek el, és gyakran nem vagy csak kis mennyiségben szolgáltatnak a távfűtést. A decentralizált napelemes betáplálás viszont lehetővé teszi az átviteli és elosztóhálózatok tehermentesítését az ingadozó kereslet alól, bár a nagy telepített napelemes kapacitások ellenkező hatást is kiválthatnak a rosszul méretezett hálózatokkal rendelkező területeken.
Míg a szél- és napenergiából származó változó betáplálást az ellátás biztonsága érdekében egyensúlyba kell hozni, a megújuló energiák elterjedésével szükségszerűen decentralizáltabbá váló energiatermelés pozitív hatással van a hálózat stabilitására, ami növelheti az ellátás biztonságát. Ennek oka, hogy a decentralizált struktúrák kevésbé érzékenyek a nagymértékű kiesésekre, mint a nagy erőművek által dominált struktúrák. Mivel azonban a megújuló energiatermelők egy része ingadozó mennyiségű villamos energiát táplál a hálózatba, a hálózat feszültségének stabilan tartásához olyan intézkedésekre lehet szükség, mint a felsővezeték-felügyelet és az intelligens hálózat bevezetése. A virtuális erőművek, amelyekben a különböző megújulóenergia-termelők és esetleg fogyasztók intelligens hálózatba vannak kapcsolva, szintén hozzájárulnak az ellátás biztonságához. Emellett a megújuló energiák, különösen a napelemek, be tudnak ugrani a termelésbe, ha a hagyományos erőművek termelését nyáron a folyók túlzott felmelegedése miatt, amelyet a kiáramló hűtővíz okoz, csökkenteni kell, vagy teljesen le kell állítani. Ez a globális felmelegedés erősödésével egyre gyakrabban fog előfordulni.
Az említett ökológiai és műszaki szempontok mellett politikai és gazdasági okok is indokolják a decentralizált energiaszerkezetek elterjedését. Jürgen Karl például a decentralizált energiaszerkezetek növekvő terjedésének fő okait abban látja, hogy a villamosenergia-piac liberalizációjából adódóan a fosszilis tüzelőanyaggal működő nagyerőművek építésébe való beruházási hajlandóság alacsony, hogy a feltörekvő országokban a prosperáló központokon kívül is szükséges a villamosítás, és hogy az iparosodott országokban a nagyerőművek elfogadottsága alacsony.
A decentralizált koncepciókat a politikai baloldal képviselőinek többsége is úgy propagálja, mint az egyenlőbb és demokratikusabb társadalom felé vezető átfogóbb társadalmi átalakulás alapvető elemét. Ennek az áramlatnak a képviselői különösen hangsúlyozzák a fenntarthatóság szociális dimenzióját, és az energia-önellátásban és a sok kis helyi szövetkezeten keresztül történő ellátásban látják a nagy infrastruktúrák és ezáltal az energiaipari vállalatok feleslegessé tételének lehetőségét. A gyors energetikai átállás hívei többnyire decentralizáltabb megközelítésre törekszenek.
A decentralizált megközelítés hívei hangsúlyozzák, hogy sok polgár közvetlenül részt vehet az energiatermelésben olyan részvételi modellek révén, mint a közösségi szélerőműparkok, a közösségi napelemparkok és a közösségi energiaszövetkezetek, míg a napelemes rendszereket akár magánszemélyek is telepíthetik. Végül, de nem utolsósorban a megújuló energiák decentralizált kiépítése lehetővé teszi a régióban történő értékteremtést és a vidéki területek megerősítését, így a régióból történő tőkekiáramlás minimalizálható. Ezért a megújuló energiák egyre fontosabb szerepet játszanak az önkormányzati energiapolitikában, és a helyi politikusok gyakran támogatják őket.
Az energetikai átállás a szakképzetlen munkavállalók decentralizált képzésével is felgyorsítható. A napelemes projektek alkalmat kínálnak a pálya módosító személyek alkalmazására.

##### Centralizált alkotóelemek
Egy másik áramlat ezzel szemben az energetikai átmenetet tisztán technológiai projektnek tekinti, amelyet a lehető leghatékonyabban kell megtervezni a maximális méretgazdaságosság és a nagymértékben centralizált struktúrák kihasználásával. Ennek az áramlatnak a képviselői a szélerőművek partközeli koncentrációját és tengeri szélerőművek építését, a villamosenergia-hálózat nagy kapacitású transzkontinentális vezetékekkel történő bővítését és az észak-afrikai áramimportot támogatják. 
Ugyanakkor hangsúlyozzák, hogy a különböző termelési területek nagyméretű összekapcsolt hálózatba való integrálása előnyökkel jár a tisztán decentralizált rendszerrel szemben, mivel a távolabbi régiók közötti villamosenergia-csere csökkentheti a szél- és napenergia termelésének ingadozásait, és ezáltal a tárolási igényeket. Míg országos viszonylatban elsősorban háromfázisú távvezetékeket kívánnak használni, addig a távolabbi területek összekapcsolására nagyfeszültségű egyenáramú átviteli technológián alapuló távvezetékeket terveznek, amelyeket úgynevezett szuperhálózatokba kívánnak kapcsolni. A váltakozó áramú vezetékekkel ellentétben nagyfeszültségű egyenáramú átviteli hálózat (HVDC-vezetékek) légvezetékként, földalatti tápkábelként vagy tenger alatti kábelként is kialakíthatók, és a nagyon alacsony átviteli veszteségeknek köszönhetően több ezer kilométeres szállítási távolságokat tesznek lehetővé. Akár globális hálózatok is elképzelhetők.
Mivel a megújuló energiaforrások változékonysága a távolság növekedésével csökken, az ilyen szuperhálózatokat nagyon fontosnak tartják a megújuló energiaforrások kedvező hálózati integrációja szempontjából. Világszerte számos szuperhálózatot javasoltak, vagy már a tervezési fázisban vannak. Ezek közé tartozik Európa és Afrika összekapcsolása, egy tengeri szuperhálózat kiépítése az Északi-tengeren, valamint Ausztrália és Tasmánia összekapcsolása.
Ezenkívül léteznek különböző projektek és elképzelések, amelyek a szabályozható naphőerőművekből származó villamosenergia-termelés tömeges kiterjesztését tervezik Dél-Európában, Észak-Afrikában és a Közel-Keleten, valamint az e régiók önellátásához nem szükséges többletenergia exportját. Ezzel egyidejűleg az exportáló országokban munkahelyek jönnének létre, míg Európában csökkenne a fosszilis tüzelőanyagoktól való függőség. A naphőerőművek különleges jellemzői, amelyek kedvező hőtároló rendszerekkel felszerelve éjszaka is képesek áramot termelni, szintén csökkentenék a tárolás szükségességét Európában. Lehetőség van a hibridizációra is, azaz a hőtermelésre földgázzal vagy a jövőben szintetikus tüzelőanyagokkal, hidrogénnel vagy biogázzal, ami a hagyományos erőművekhez hasonlóan a naphőerőműveket is teljesen alapterhelésre alkalmassá tenné. E projektek legismertebb képviselője a Desertec projekt, amelynek megvalósulása ma már kérdéses.

## Közgazdasági megfontolások

### Nemzetgazdasági szempontok
Az energiatermelésnek belső üzleti költségei és külső, gazdasági költségei is vannak. Míg a belső költségek főként az erőművek építéséből, működtetéséből és leszereléséből, valamint a tüzelőanyag beszerzéséből állnak, amelyek többnyire a piaci mechanizmusoknak vannak alárendelve, addig a külső költségek főként a környezetszennyezés, az egészségügyi és éghajlati károk formájában jelentkeznek, amelyeket nem a szennyezők, hanem a lakosság visel. Az energiatermelés tényleges teljes költségeit ezért nehéz meghatározni; egyes esetekben a hagyományos energiatermelés társadalmi és környezeti költségei még a villamosenergia-fogyasztók kiskereskedelmi árait is meghaladják.

### Üzemgazdasági szempontok
Ha a hagyományos és alternatív energiatermelés külső költségeit figyelmen kívül hagyjuk, és csak a gazdasági költségeket vesszük figyelembe, Németországban a legtöbb megújuló energiaforrásnak 2018-ban még mindig hasonló áramtermelési költségei voltak, mint a hagyományos energiaforrásoknak. A magasabb CO2-tanúsítványárak miatt a széntüzelésű erőművek LCOE-értéke 2018 óta jelentősen emelkedett, míg különösen a napelemes és a szárazföldi szélenergia LCOE-értéke (Kiegyenlített Villamosenergia-Költsége) folyamatosan csökkent. Ezt a termelés erőteljes bővülése és az ebből eredő méretgazdaságossági előnyök, az erős verseny és a műszaki fejlődés („tanulási görbe”) váltotta ki, például a hatékonyság javulásán keresztül. Ezért 2021-ben a hagyományos energia LCOE-je következetesen magasabb volt, mint az alternatív energiatermelésé. Az alternatív energiatermelés esetében várhatóan tovább csökkennek a villamosenergia-termelési költségek, míg a hagyományos energiák esetében ennek ellenkezője figyelhető meg.
A fosszilis és a megújuló energiarendszerek összehasonlításánál azonban figyelembe kell venni a hálózatbővítés és a villamosenergia-tárolás költségeit is, amelyek pluszköltségként merülnek fel a megújuló energiarendszerben. Feltételezve, hogy a villamos energia elosztása elsősorban egy államközi, intelligens hálózaton keresztül történik a regionális ingadozások kiegyenlítése érdekében, Jacobson és Delucchi arra a következtetésre jut, hogy ezek a többletköltségek valószínűleg nem haladják meg a 2 amerikai cent/kWh-t. Tekintettel a fosszilis tüzelőanyagok árának hosszú távú folyamatos emelkedésére, azt feltételezik, hogy a megújuló energiarendszerben az energiaköltségek hosszú távon a fosszilis-nukleáris energiarendszerrel azonos szinten lesznek vagy annál olcsóbbak lesznek.
A vízenergia alacsony termelési költségei miatt a villamosenergia-termelés kezdete óta szerves részét képezi a villamosenergia-mixnek. Néhány éve a jó szárazföldi helyszíneken lévő szélerőművek is képesek támogatás nélkül felvenni a versenyt a hagyományos erőművekkel. Arra lehet számítani, hogy a szélenergia még a kedvezőtlenebb helyeken is képes lesz felvenni a versenyt a széntüzelésű erőművekkel, és a villamosenergia-termelés legkedvezőbb formájává válik.

## Felületigény
A fosszilis és nukleáris energiatermelési technológiák felváltása megújuló energiákkal a földhasználat átfogó változásához vezet. A fosszilis tüzelőanyagok – különösen a lignit – előállításához nagy földterületre van szükség, de a világ számos részén a kőszenet is külszíni bányákban vagy az USA-ban gyakran Mountaintop Removal Mining módszerrel termelik ki. Csak a az USA-ban Mountaintop Removal Mining miatt kb. 5700 km² területet alakított át teljesen, és mintegy 2000 mérföldnyi kb. 3200 km vízfolyást temetett az üledék alá. A külszíni szénbányászat által a környezetre és a természetre gyakorolt súlyos hatás csak részben fordítható vissza. A tájat is masszívan és tartósan megváltoztatják. Az embereket gyakran át kell telepíteni. Németországban például csak a külszíni lignitbányászat miatt mintegy 2300 km² területet mozgattak meg és használtak fel.

### Szél- és napenergia
Ehhez képest a szél- és naperőművek hatása, amely a megújuló energiarendszerben a fő terhet viseli, kicsi. A hagyományos energiafelhasználással ellentétben azonban nem szelektíven vagy regionálisan jelentkezik, hanem a megújuló energiák decentralizált jellegéből adódóan a lakosság sokkal nagyobb része számára helyben látható.
Például Németországban 2011-ben a szélerőművek által igénybe vett terület – mintegy 100 km² – csak töredéke volt a külszíni lignitbányák által igénybe vett területnek; ezekkel ellentétben azonban a Németország egész területén elterülő szélerőművek sokkal inkább jelen vannak a vizuális érzékelésben. Meg kell jegyezni, hogy a szélturbinák tényleges területfogyasztása, azaz az alapokkal lezárt terület nem tévesztendő össze az egyes szélturbinák és a lakóterületek közötti távolsággal. Míg az alapozás a turbina méretétől függően legfeljebb néhány 100 m²-t tesz ki, addig az egy turbinára jutó szabad területek több hektárt is kitesznek. Ez általában azt jelenti, hogy a szélerőműpark által elfoglalt terület közel 99%-a továbbra is korlátozás nélkül használható mezőgazdasági stb. célra.
Ennek eredményeképpen a szélenergiából történő energiatermelés összességében viszonylag kis területigényű, és az általa okozott földterület-zárványok is nagyon alacsonyak a hagyományos energiatermelési formákhoz képest. Például egy 300 m² alapterületű és 6,4 GWh villamos energiát termelő, 3 MW-os modern turbina energiatermelése évente kb. 21 000 kWh az alapterület m²-ére vetítve. Ez az érték valamivel magasabb, mint a kőszéntüzelésű erőművek (a melléképületekkel együtt) megfelelő értéke, még akkor is, ha a szénbányászat területét nem számítják bele az utóbbiba. Másrészt a tájra gyakorolt hatás ellentmondásos. A szélerőműpark által elfoglalt területet továbbra is korlátozás nélkül lehet szántóföldi művelésre stb. használni.
A napelemes rendszereket általában épületekre telepítik, ezért nem igényelnek további földterületet. A talajra szerelt fotovoltaikus rendszerek esetében azonban további földterület-fogyasztás merül fel.
Jacobson és Delucchi szerint az egész világgazdaság teljes mértékben megújuló energiaellátása, amely teljes egészében a szél-, nap- és vízenergián, valamint kis mennyiségű geotermikus energián alapulna, a földfelszín 0,41-0,74%-át igényelné állandó jelleggel. További 0,59-1,18%-ra lenne szükség a szélturbinák számára, de még mindig lehetne mezőgazdasági célokra használni. A földigény tehát nem akadálya a globális energiaátállásnak.

### Biomassza
Elvileg a biomassza önmagában nem képes teljesen helyettesíteni a fosszilis tüzelőanyagokat. Például Volker Quaschning szerint még ha a németországi repcetermesztésre alkalmas szántóföldeket teljes mértékben biodízel előállítására használnák is, Németország a német dízelfogyasztásnak csak egyharmadát tudná biodízelből fedezni. Az elektromobilitás alkalmazása ezért sokkal ígéretesebbnek tűnik, mint a bioüzemanyagok használata. A bioüzemanyagokban rejlő lehetőségeket viszont elsősorban olyan területeken látják, ahol az elektromos járművek használata még hosszabb távon sem kivitelezhető.

## Az átmenetről szóló film
Die 4. Revolution – Energy Autonomy (2010), A film címe, A negyedik forradalom (energia autonómia), szerint a mezőgazdaság és az ipar forradalmát követően jött a digitális forradalom, amelyet negyedik forradalomként az energiaátmenet követ. Offizielle Seite zum Film

## Fordítás
- Ez a szócikk részben vagy egészben  az   Energiewende című német Wikipédia-szócikk fordításán alapul.  Az eredeti cikk szerkesztőit annak laptörténete sorolja fel. Ez a jelzés csupán a megfogalmazás eredetét és a szerzői jogokat jelzi, nem szolgál a cikkben szereplő információk forrásmegjelöléseként.

## Szakirodalom
- Steven Engler–Julia Janik–Matthias Wolf (szerk.): Energiewende und Megatrends. Wechselwirkungen von globaler Gesellschaftsentwicklung und Nachhaltigkeit, transcript, Bielefeld, 2020, ISBN 978-3-8376-5071-6 zum PDF-Download
- Peter Hennicke–Jana Rasch–Judith Schröder–Daniel Lorberg: Die Energiewende in Europa. Oekom, 2019, ISBN 978-3-96238-144-8 (online, PDF)
- Gregor Kungl: Die großen Stromkonzerne und die Energiewende. Campus, Frankfurt am Main, 2018, ISBN 978-3-593-50942-6
- Volker Quaschning: Erneuerbare Energien und Klimaschutz. 4. Auflage. Hanser, München, 2018, ISBN 978-3-446-45703-4
- Michael Sterner–Ingo Stadler (szerk.): Energiespeicher – Bedarf, Technologien, Integration. 2. Auflage. Berlin/Heidelberg, 2017, ISBN 978-3-662-48892-8
- Viktor Wesselak–Thomas Schabbach–Thomas Link–Joachim Fischer: Handbuch Regenerative Energietechnik. 3., aktualisierte und erweiterte Auflage, Berlin/Heidelberg, 2017, ISBN 978-3-662-53072-6
- Günther Brauner: Energiesysteme: regenerativ und dezentral. Strategien für die Energiewende. Wiesbaden, 2016, ISBN 978-3-658-12754-1
- Sebastian Giacovelli (szerk.): Die Energiewende aus wirtschaftssoziologischer Sicht: Theoretische Konzepte und empirische Zugänge. Springer VS, Wiesbaden, 2016, ISBN 978-3-658-14344-2
- Josef Gochermann: Expedition Energiewende. Springer Spektrum, 2016, ISBN 3-658-09851-1
- Matthias Günther: Energieeffizienz durch Erneuerbare Energien. Möglichkeiten, Potenziale, Systeme, Wiesbaden, 2015, ISBN 978-3-658-06753-3
- Franz-Josef Brüggemeier: Sonne, Wasser, Wind: Die Entwicklung der Energiewende in Deutschland. (PDF; 0,6 MB) Friedrich-Ebert-Stiftung, Bonn, 2015, érvénytelen ISBN 973-8-95861-238-9
- Volker Quaschning: Regenerative Energiesysteme. 9. Auflage. Hanser, München, 2015, ISBN 978-3-446-44267-2
- Achim Brunnengräber–Maria Rosaria du Nucci (szerk): Im Hürdenlauf zur Energiewende. Von Transformationen, Reformen und Innovationen. Zum 70. Geburtstag von Lutz Mez, Wiesbaden, 2014, ISBN 978-3-658-06787-8
- Henrik Lund: Renewable Energy Systems: A Smart Energy Systems Approach to the Choice and Modeling of 100 % Renewable Solutions, Academic Press, 2014, ISBN 978-0-12-410423-5
- Holger Rogall: 100%-Versorgung mit erneuerbaren Energien. Bedingungen für eine globale, nationale und kommunale Umsetzung. Marburg, 2014, ISBN 978-3-7316-1090-8
- Felix Ekardt: Jahrhundertaufgabe Energiewende: Ein Handbuch. Berlin, 2014, ISBN 978-3-86153-791-5
- Nicola Armaroli–Vincenzo Balzani: Powering Planet Earth – Energy Solutions for the Future. Wiley-VCH, 2013, ISBN 978-3-527-33409-4
- Martin Kaltschmitt, Wolfgang Streicher, Andreas Wiese (szerk.): Erneuerbare Energien. Systemtechnik, Wirtschaftlichkeit, Umweltaspekte. Springer Vieweg, Berlin/Heidelberg, 2013, ISBN 978-3-642-03248-6
- Nicola Armaroli–Vincenzo Balzani: Energy for a Sustainable World – From the Oil Age to a Sun-Powered Future. Wiley-VCH, 2011, ISBN 978-3-527-32540-5
- Peter Hennicke–Susanne Bodach: Energierevolution: Effizienzsteigerung und erneuerbare Energien als neue globale Herausforderung, herausgegeben vom Wuppertal Institut für Klima, Umwelt, Energie. Oekom, München, 2010, ISBN 978-3-86581-205-6
- Hermann Scheer: Der energethische Imperativ: 100 Prozent jetzt. Wie der vollständige Wechsel zu erneuerbaren Energien zu realisieren ist. Kunstmann, München, 2010, ISBN 978-3-88897-683-4
- Heinz-J. Bontrup–Ralf-Michael Marquardt: Energiewende, Verteilungskonflikte, Kosten und Folgen. Köln, 2015, ISBN 978-3-89438-574-3
- Heinz-J. Bontrup–Michael Brodmann–Christian Fieberg–Markus Löffler–Ralf-Michael Marquardt–Andreas Schneider–Andreas Wichtmann: Energie- und Klimawende zwischen Anspruch und Wirklichkeit. Studie des Westfälischen Energieinstituts (WEI), Gelsenkirchen, 2022